# Airbus A330
|  | Per a altres significats, vegeu «A330 (desambiguació)». |

L'Airbus A330 és un avió bireactor de fuselatge ample i mitjà-llarg abast desenvolupat i fabricat per Airbus. Les diferents versions d'aquesta aeronau tenen un abast d'entre 5.000 i 13.430 km (2.700 a 7.250 mn) i poden transportar fins a 335 passatgers en una configuració de dues classes o fins a 70 tones de mercaderies en configuració de càrrega.
Els orígens de l'A330 es remunten a mitjans de la dècada del 1970, quan fou concebut com un derivat de l'A300, el primer avió de passatgers d'Airbus. L'A330 fou desenvolupat en paral·lel amb l'A340, un quadrireactor amb el qual comparteix molts elements estructurals malgrat tenir un nombre de motors diferent. Tots dos incorporen tecnologia de control per senyals elèctrics, que Airbus havia utilitzat per primera vegada en l'A320, així com la cabina de vidre amb sis pantalles del mateix A320. Havent rebut comandes de diversos clients, Airbus llançà l'A330 i l'A340 el juny del 1987. L'A330 fou el primer avió de passatgers d'Airbus que oferia una elecció entre tres motors diferents: el General Electric CF6, el Pratt & Whitney PW4000 i el Rolls-Royce Trent 700.
La primera variant, l'A330-300, emprengué el vol per primera vegada el novembre del 1992 i entrà en servei el gener del 1994 amb Air Inter. El 1998, Airbus en tragué una segona variant més curta, l'A330-200. Des d'aleshores se n'han desenvolupat altres variants, incloent-hi l'avió de càrrega A330-200F, l'avió d'abastament A330 MRTT i l'avió de negocis ACJ330. L'A330 fou la base del KC-45, la proposta conjunta d'EADS i Northrop Grumman per al projecte KC-X de les Forces Aèries dels Estats Units, que en un primer moment fou seleccionada, però acabà sent descartada després que Boeing presentés un recurs.
L'A330 és el segon avió de fuselatge ample més venut, després del Boeing 777. Competeix amb bireactors com ara els Boeing 767, 777 i 787. L'Airbus A350 XWB, un avió de llarg abast, fou dissenyat com a successor de l'A330 i l'A430. Airbus preveu substituir l'A330 actual (denominat A330ceo des del 2014) per l'A330neo, equipat amb motors nous i altres millores. A juliol del 2025 n'hi havia 291 comandes pendents, se n'havien lliurat 1.637 i en quedaven 1.469 en servei amb 149 operadors. El seu principal operador és Delta Air Lines, que té una flota de 79 A330.

## Desenvolupament

### Context
| Model               | A300              | A310              | A320              | A330               | A340               |
| ------------------- | ----------------- | ----------------- | ----------------- | ------------------ | ------------------ |
| Codi(s) anterior(s) | –                 | B10               | SA2               | B9 (TA9)           | B11 (TA11)         |
| Primer vol          | 1972              | 1983              | 1988              | 1994               | 1993               |
| Fuselatge           | Ample             | Ample             | Estret            | Ample              | Ample              |
| Motors              | 2                 | 2                 | 2                 | 2                  | 4                  |
| Abast               | 4.050 mn 7.500 km | 4.350 mn 8.050 km | 3.300 mn 6.100 km | 6.350 mn 11.750 km | 7.300 mn 13.500 km |

Comparació de la capacitat i l'abast de l'A330 i l'A340

El primer avió de passatgers d'Airbus, l'A300, fou concebut des del primer moment com a part d'una família diversa. Per això, a principis de la dècada del 1970 s'emprengueren els primers estudis d'avions derivats de l'A300B. Abans de presentar l'A300, Airbus n'identificà nou variants diferents, conegudes amb denominacions que anaven des de B1 fins a B9. Una desena variant concebuda el 1973, l'A300B10, s'acabà convertint en l'A310, un avió de més llarg abast. Seguidament, Airbus centrà els seus esforços en estudis d'avions de fuselatge estret (SA) que desembocaren en la família Airbus A320, els primers avions de passatgers amb control per senyals elèctrics. Mentre duia a terme aquests estudis, Airbus es tornà a orientar cap als avions de fuselatge ample i continuà treballant en els dos projectes alhora.
A mitjans de la dècada del 1970, Airbus començà a desenvolupar l'A300B9, un derivat més gros de l'A300 que acabaria convertint-se en l'A330. A grans trets, el B9 era un A300 allargat i amb les mateixes ales, equipat amb els motors turboventiladors més potents d'aquell temps, que responia a la demanda creixent per a rutes troncals transcontinentals d'alta capacitat i mig abast. El B9, que tenia el mateix abast i podia transportar la mateixa càrrega que el McDonnell Douglas DC-10 amb un estalvi de combustible del 25%, era vist com un substitut viable per als trireactors DC-10 i Lockheed L-1011 TriStar i considerat el successor de mig abast de l'A330.
Al mateix temps se n'estava desenvolupant una versió amb 200 seients i quatre motors, el B11, que acabaria convertint-se en l'A340. En un primer moment, el B11 estava pensat per prendre el lloc dels avions de fuselatge estret Boeing 707 i Douglas DC-8 aleshores en servei, però el seu disseny evolucionà amb l'objectiu de ser competitiu en el mercat per substituir els trireactors de fuselatge ample. El B9 i el B11 foren reanomenats «TA9» i «TA11» per diferenciar-los de la sèrie d'avions de fuselatge estret. Se'n reduïren els costos de desenvolupament aprofitant el mateix fuselatge i les mateixes ales per a tots dos models, amb un estalvi previst de 500 milions de dòlars. Un altre factor eren les diferents prioritats en el si d'Airbus i, encara més important, entre els clients potencials. Les aerolínies nord-americanes preferien els bireactors, mentre que les asiàtiques apostaven pels quadrireactors i les europees tenien diferents punts de vista. Finalment, Airbus determinà que la majoria de clients potencials preferien els quadrireactors perquè estaven exempts de les limitacions d'abast aplicables als bireactors i perquè es podien traslladar amb un motor fora de servei. Així doncs, els plans de desenvolupament prioritzaren el quadrireactor TA11 per sobre del TA9.

### Fase de disseny

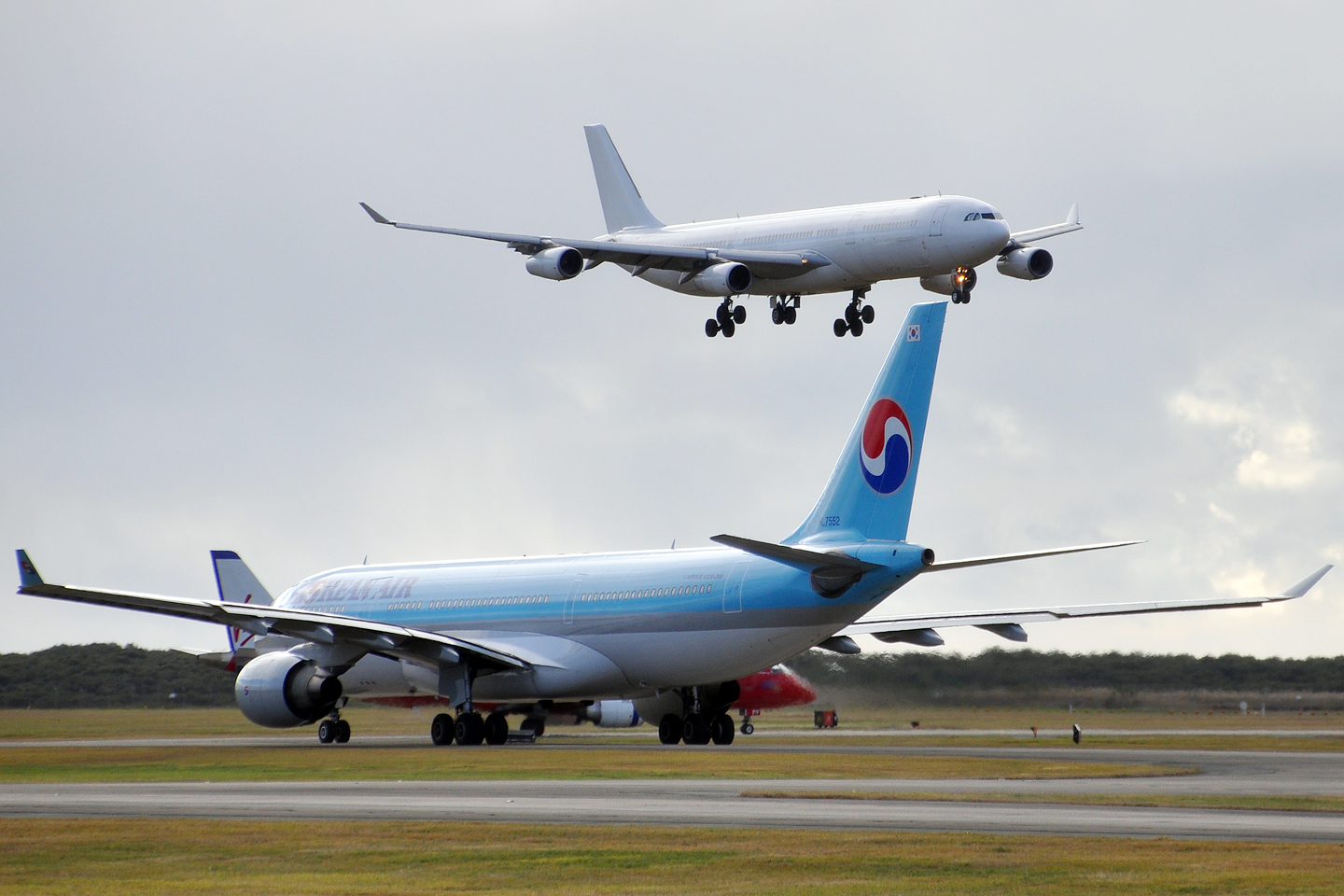
L'A340 (en ple vol) es diferencia de l'A330 (a terra) pel fet de tenir quatre motors i un Bogi central.

Les primeres especificacions del TA9 i el T11, que podien transportar fins a 410 passatgers en una configuració d'una sola classe, es feren públiques el 1982. Incloïen un gran espai de càrrega sota el pis que podia contenir cinc palets de càrrega o setze contenidors LD3 a la bodega de proa i quatre palets o catorze contenidors LD3 a la bodega de popa —el doble de capacitat del Lockheed L-1011 TriStar o el DC-10, així com una llargada 8,46 m superior a la de l'A300. En arribar el juny del 1985, el TA9 i el T11 ja incorporaven altres millores, incloent-hi l'adopció de la coberta de vol, el sistema de control per senyals elèctrics i la palanca de control lateral de l'A320. Airbus havia desenvolupat una coberta de vol comuna per facilitar una transició ràpida entre models, fent que els pilots només haguessin de passar una setmana d'entrenament per canviar d'un model a l'altre, fet que estalvia diners als operadors. Els dos avions TA utilitzarien l'estabilitzador vertical, el timó i les seccions de fuselatge circular de l'A300-600, amb dues seccions de barril addicionals.
Airbus valorà breument la possibilitat d'utilitzar ales de curvatura variable, un concepte que implica canviar el perfil alar entre una fase del vol i la següent. British Aerospace (BAe), actualment part de BAE Systems, dugué a terme proves a Hatfield i Bristol. Segons els càlculs d'Airbus, aquest disseny oferia una millora del 2% en l'eficiència aerodinàmica de l'avió, però acabà sent rebutjat pel seu gran cost i la dificultat de desenvolupar-lo. Un altre concepte valorat i posteriorment descartat foren les ales de flux laminar autèntic, que tenen una forma de baixa resistència que permet un ús més eficient del combustible.
Una vegada aconseguit el finançament necessari, el consell supervisor d'Airbus donà llum verda al desenvolupament de l'A330 i l'A340 amb clients potencials el 27 de gener del 1986. El president del consorci, Franz Josef Strauß, declarà que «Airbus Industrie es troba actualment en condicions de concloure la definició tècnica detallada del TA9, ara designat oficialment "A330", i el TA11, ara anomenat "A340", amb aerolínies que són clients de llançament potencials, i discutir-hi els termes i condicions dels compromisos de llançament». Originalment, els avions portaven els noms oposats, però es decidí intercanviar-los a fi que fos el quadrireactor el que portés un «4» al nom. El 12 de maig del mateix any, Airbus, que esperava arrancar el compromís de cinc aerolínies a comprar l'A330 i l'A340, envià una proposta de venda a les candidates més probables, incloent-hi Lufthansa i Swissair.

#### Motors
Des del principi del desenvolupament del TA9 ja estava previst que pogués equipar-se amb diferents opcions de motors comercialitzats pels tres principals fabricants, Rolls-Royce, Pratt & Whitney i GE Aviation. En un primer moment, GE Aviation proposà el CF6-80C2. Tanmateix, estudis posteriors indicaren que calia més empenyiment per augmentar-ne l'impuls de 267 a 289 kN. GE engrandí el ventilador del CF6-80C2 de 236 a 244 cm i en reduí el nombre d'àleps de 38 a 34 per crear el CF6-80E1, una planta motriu amb un empenyiment de 300-320 kN.

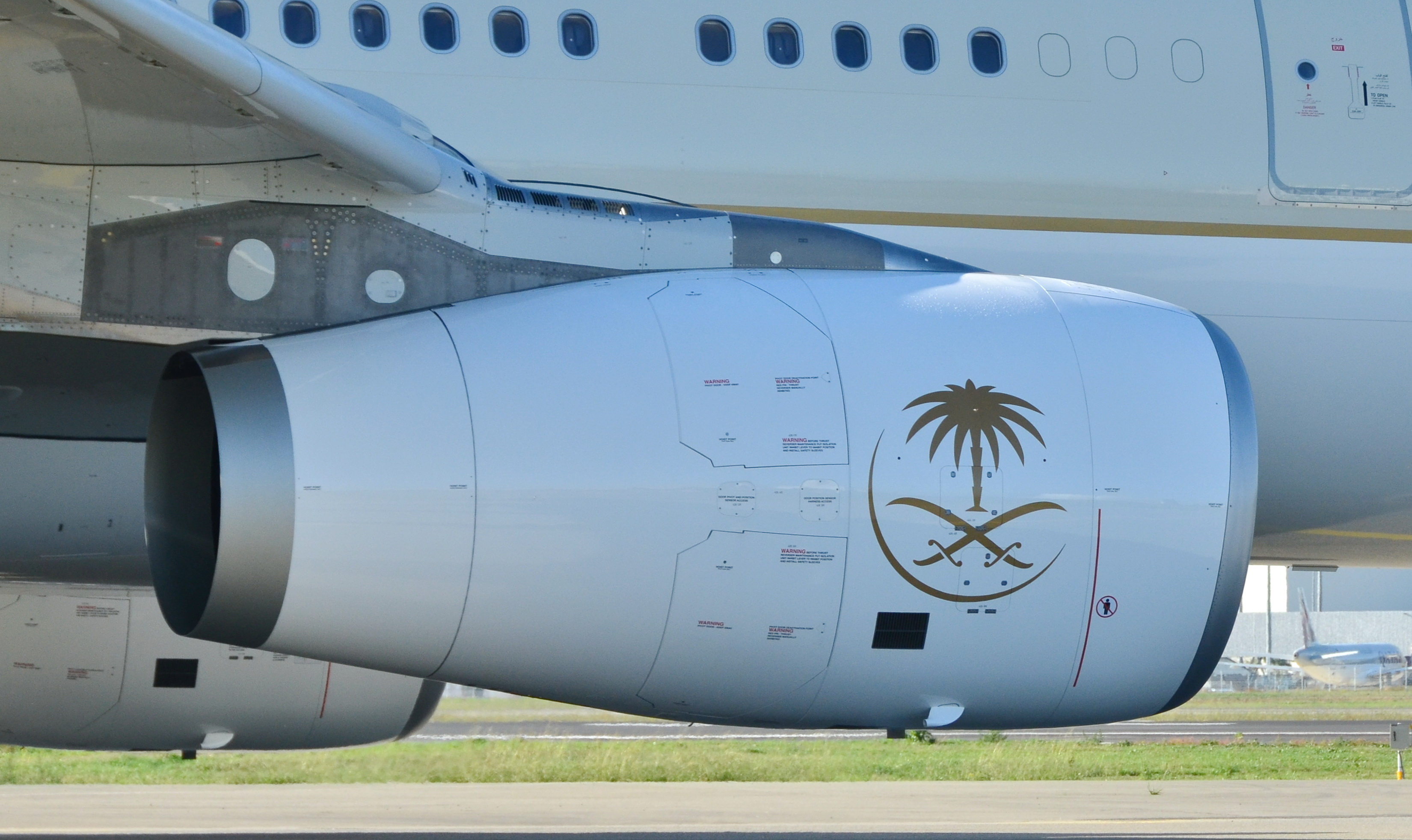
El Rolls-Royce Trent 700 té un escapament mixt.
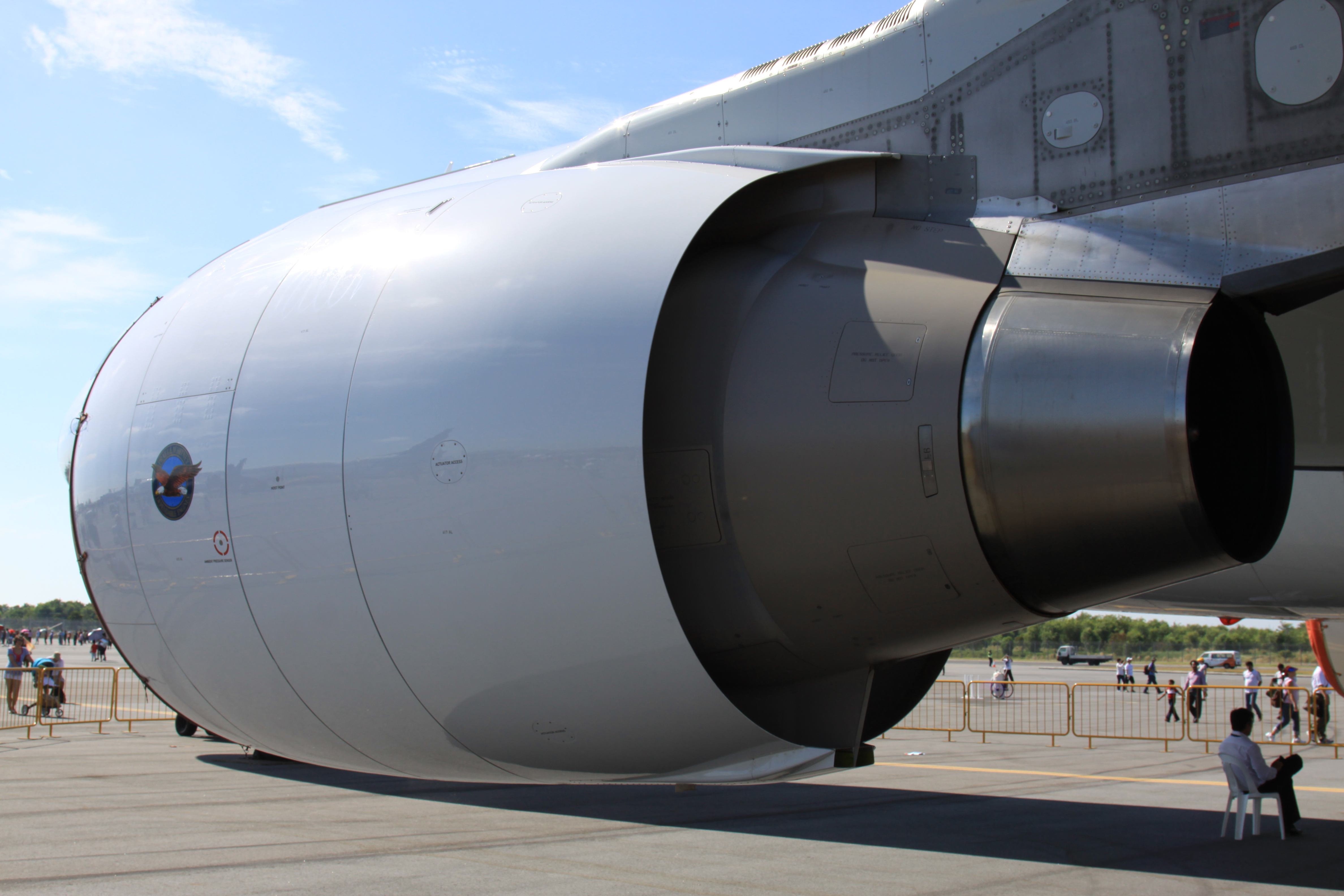
El Pratt & Whitney PW4000 té un escapament no mixt més convencional.
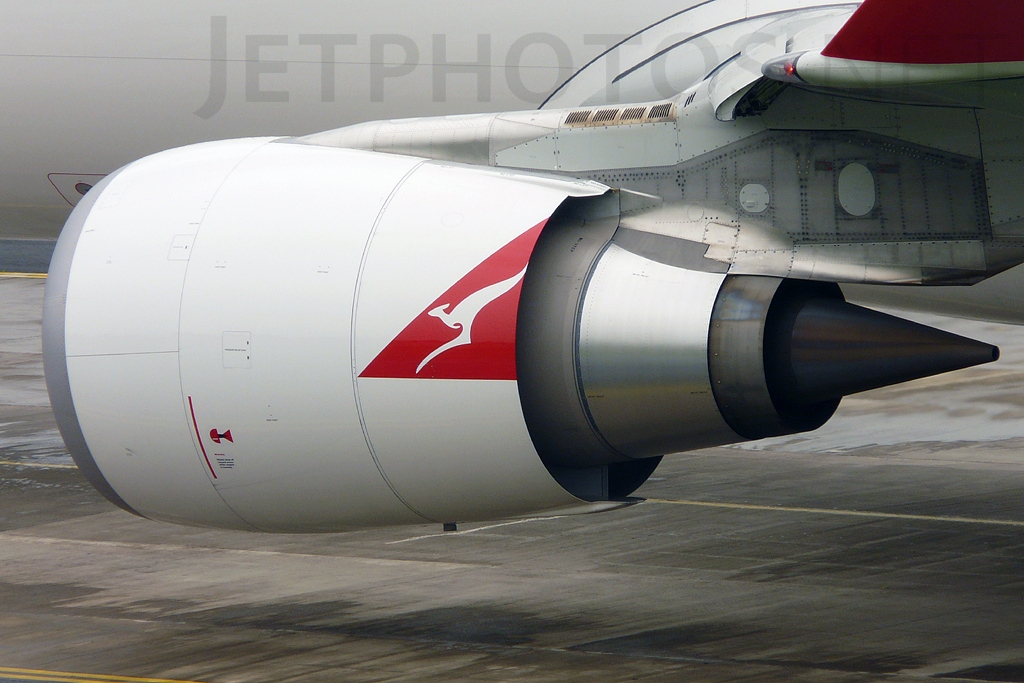
El GE CF6 també té un escapament no mixt, però amb un con d'escapament cuspidat.

La primera oferta de Rolls-Royce fou el Trent 600, un motor de 267 kN que proposà tant per al nou bireactor d'Airbus com per al McDonnell Douglas MD-11, aleshores en fase de desenvolupament. Tanmateix, s'acabà tancant un acord perquè desenvolupés un nou motor exclusivament per a l'A330, el Trent 700, que tenia un diàmetre més gran i oferia un empenyiment de 311 kN. L'A330 es convertí en el primer avió d'Airbus propulsat per motors de Rolls-Royce.
De la mateixa manera, Pratt & Whitney signà un acord per desenvolupar el PW4168 exclusivament per a l'A330. Augmentà el diàmetre del ventilador de 239 a 254 cm a fi que el motor pogués proporcionar un empenyiment de 311 kN. Igual que feu GE Aviation amb el CF6-80E1, Pratt & Whitney reduí el nombre d'àleps dels 38 que tenien els motors PW4000 més petits a 34.

### Producció i fase de proves

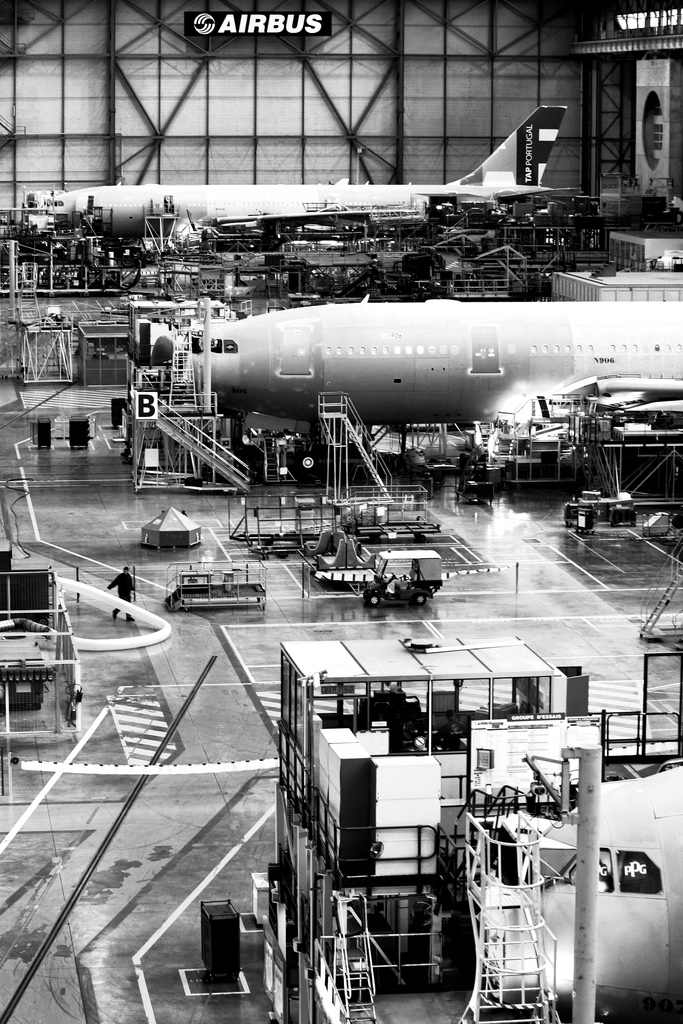
Cadena de muntatge final de l'A330 a Tolosa

Els socis d'Airbus despengueren sumes importants en noves instal·lacions en preparació per a la producció de l'A330 i l'A340. Al Regne Unit, BAe invertí 7 milions de lliures en un centre tècnic de tres pisos i 15.000 m² a Filton, a més de gastar-se 5 milions en una nova cadena de producció a la seva fàbrica d'ales de Brychdyn. A Alemanya, Messerschmitt-Bölkow-Blohm (MBB) invertí 400 milions de marcs en plantes de producció situades a l'estuari del Weser, incloent-hi Bremen, Einswarden, Varel i Hamburg. Les majors inversions foren a França, on Aérospatiale feu construir una fàbrica de muntatge de 2.500 milions de francs a Colomièrs, al costat de l'Aeroport de Tolosa-Blanhac. El novembre del 1988 ja s'havien erigit els pilars de la nova sala de muntatge Clément Ader. Ja aleshores, el procés de muntatge incorporava avenços en automatització, incloent-hi l'ús de robots per perforar materials i instal·lar elements de fixació durant l'acoblament de les ales al fuselatge.
Les primeres comandes arribaren el 12 de març del 1987. L'aerolínia francesa Air Inter feu una comanda en ferm de cinc avions i prengué opcions per a quinze més, mentre que Thai Airways International n'encarregà vuit, dividits a parts iguals entre comandes en ferm i opcions. L'endemà, Airbus anuncià que llançaria formalment els programes A330 i A340 a tot tardar l'abril del 1987, preveient que els primers A340 fossin lliurats el maig del 1992 i els primers A330 el 1993. El 31 de març, Northwest Airlines signà una carta d'intencions per a vint A340 i deu A330. El cost del programa conjunt amb l'A340 fou de 3.500 milions de dòlars del 2001.
Finalment, BAe aconseguí 450 milions de lliures en finançament del govern britànic, una quantitat molt inferior als 750 milions que havia demanat per al disseny i la construcció de les ales. Els governs d'Alemanya i França també proporcionaren finançament. Airbus subcontractà operacions a empreses situades a Austràlia, Àustria, el Canadà, Corea del Sud, els Estats Units, Grècia, l'Índia, Itàlia, Iugoslàvia, el Japó, Portugal i la Xina. Una vegada obtingut el finançament necessari, Airbus llançà els programes A330 i A340 el 5 de juny del 1987, just a temps per al Saló de l'Aeronàutica de París d'aquell any. En aquell moment, la cartera de comandes ascendia a 130 avions, encarregats per un total de deu clients, incloent-hi l'arrendador International Lease Finance Corporation (ILFC). 41 d'aquestes 130 comandes corresponien a l'A330. El 1989, l'aerolínia asiàtica Cathay Pacific feu una comanda de nou A330, que posteriorment amplià a onze.
L'acoblament de les ales al fuselatge del primer A330, el desè buc produït per la cadena de muntatge d'A330 i A340, s'inicià a mitjans de febrer del 1992. L'aeronau sortí de la fàbrica el 31 de març revestida de pintura anticorrosiva i sense els seus motors General Electric CF6-80E1, que foren instal·lats l'agost següent. Una ala fallà just al límit del marge de seguretat en una prova estàtica, però els enginyers de BAe aconseguiren resoldre el problema. Seguint la cancel·lació de les seves comandes d'A340, Northwest anuncià durant la Fira Aeronàutica de Farnborough del 1992 que havia decidit ajornar el lliurament de setze A330 al 1994.

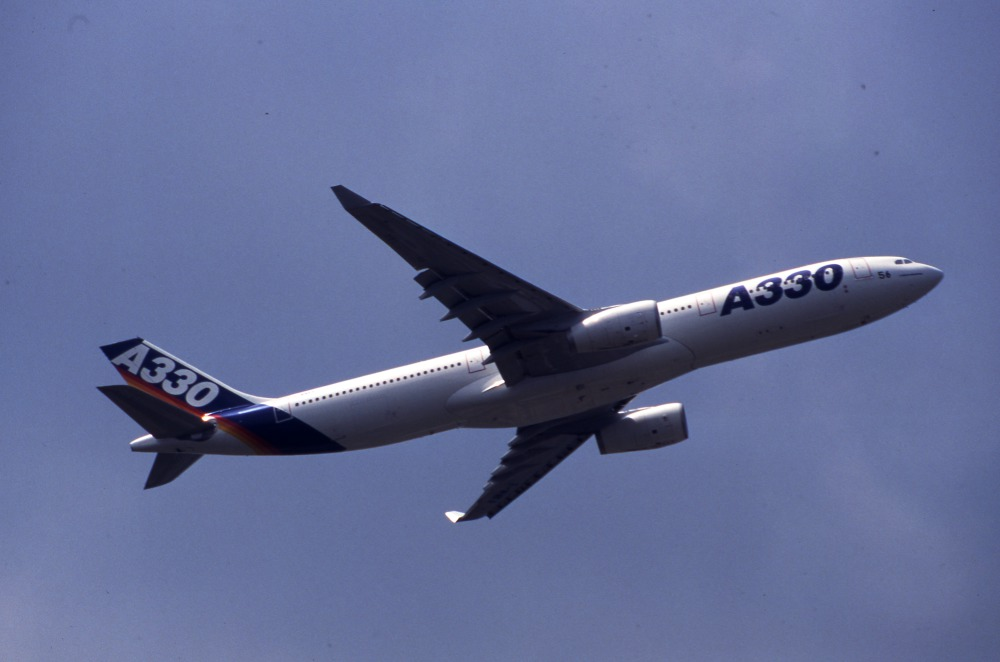
El primer prototip de l'A330 sortí de la fàbrica el 14 d'octubre del 1992 i emprengué el seu primer vol el 2 de novembre.

El primer A330 complet sortí de la fàbrica el 14 d'octubre del 1992 i emprengué el seu primer vol el 2 de novembre. Aquesta fita convertí l'A330 en el bireactor més gros que havia volat mai, amb un pes de 181.840 kg (incloent-hi 20.980 kg d'equipament de proves), marca que tan sols seria superada pel Boeing 777 el 12 de juny del 1994. Fou un vol de 5 h 15 min durant el qual es dugueren a terme proves de velocitat, altitud i altres paràmetres de vol. La intenció d'Airbus era dur a terme el programa de proves amb sis avions i arribar a 1.800 hores de vol. L'A330 fou certificat tant per les Autoritats Conjuntes d'Aviació (JAA) europees com per l'Administració Federal d'Aviació (FAA) estatunidenca el 21 d'octubre del 1993, després de 426 vols de prova amb un total de 1.114 hores de vol. Els resultats de les proves de pes també foren positius, amb un pes de 500 kg menys del previst.
El 30 de juny del 1994, els dos pilots i els cinc passatgers perderen la vida quan un A330 s'estavellà prop de Tolosa durant un vol de certificació dels motors Pratt & Whitney. L'objectiu del vol era estudiar la resposta del pilot automàtic davant de l'escenari més desfavorable d'una fallada de motor amb el centre de gravetat prop del límit a popa. Poc després de l'enlairament, els pilots tingueren dificultats per configurar el pilot automàtic, amb el resultat que l'avió perdé velocitat i s'acabà estavellant. La investigació duta a terme per un departament intern de la Direcció General d'Aviació establí que la causa de l'accident havia estat el temps que la tripulació tardà a respondre a la situació i les accions errònies que emprengué en el seu intent de revertir-la. Aquesta conclusió desembocà en una revisió dels procediments operatius de l'A330.

### Entrada en servei

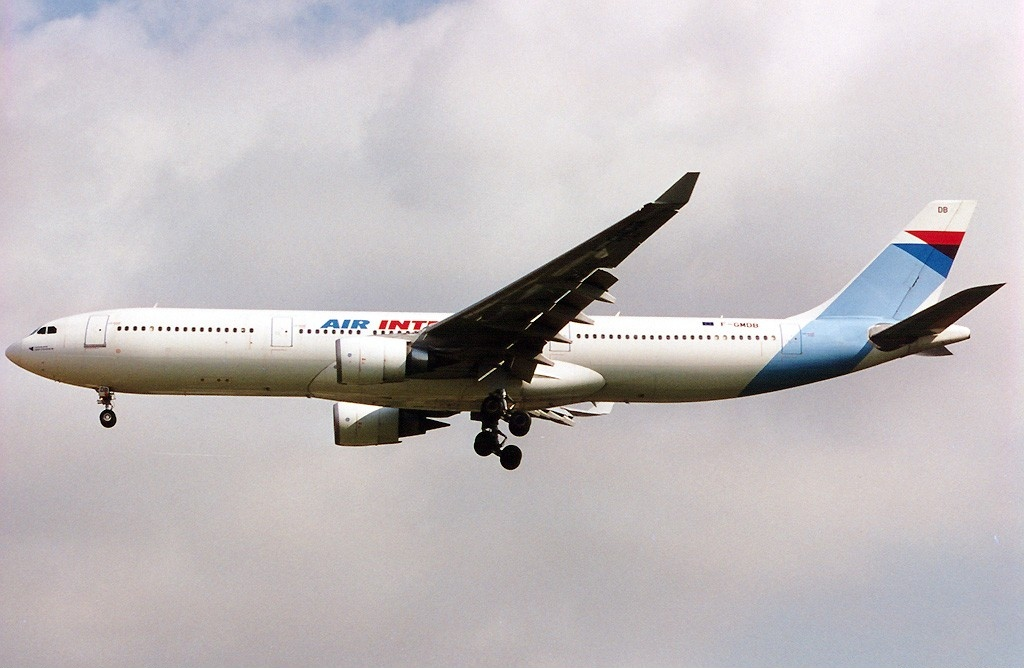
L'A330-300 entrà en servei amb Air Inter el 17 de gener del 1994.

L'A330 entrà en servei el 17 de gener del 1994 amb un vol d'Air Inter entre París-Orly i Marsella. Els lliuraments a Malaysia Airlines (MAS) i Thai Airways International s'ajornaren mentre es resolien problemes de deslaminatge dels materials compostos utilitzats en l'inversor d'impuls del motor PW4168. Thai Airways rebé el seu primer A330 durant el segon semestre d'aquell mateix any i el posà en servei en les rutes Bangkok-Taipei i Bangkok-Seül. Cathay Pacific rebé els seus A330 equipats amb plantes motrius Trent 700 una vegada certificats els motors el 22 de desembre del 1994. MAS rebé el seu A330 l'1 de febrer del 1995 i tot seguit modificà el calendari d'entrega dels altres avions que havia encarregat.
La intenció d'Airbus era que l'A330 competís en el mercat ETOPS (operacions de llarg abast amb avions bimotors) i, més concretament, amb el Boeing 767. A diferència de l'estratègia «ETOPS de sèrie» de Boeing amb el 777, Airbus anà ampliant la certificació ETOPS de l'A330 basant-se en l'experiència acumulada durant les operacions comercials de l'avió. Airbus adduí que l'A340 i l'A330 eren pràcticament idèntics més enllà del nombre de motors i que, per tant, l'experiència amb l'A340 es podia tenir en compte per a la certificació ETOPS de l'A330. El pla era que els tres motors entressin en servei amb una certificació de 90 minuts i pujar-la primer a 120 minuts quan la flota d'A330 portés 25.000 hores de vol acumulades i seguidament a 180 minuts quan en portés 50.000. Aer Lingus i Cathay Pacific tingueren un paper important en aquest procés pel seu gran nombre d'hores de vol per sobre dels oceans. El novembre del 2009, l'A330 es convertí en el primer avió a obtenir la certificació ETOPS-240, que des d'aleshores s'ofereix com a opció.

### Canvis posteriors

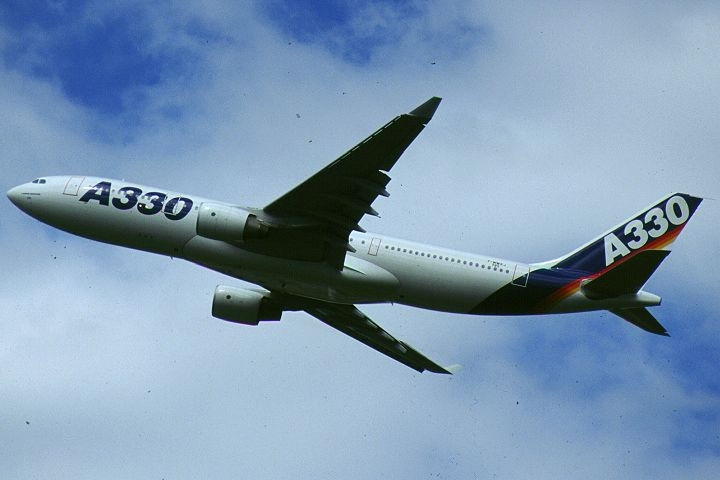
L'A330-200 emprengué el seu primer vol el 13 d'agost del 1997

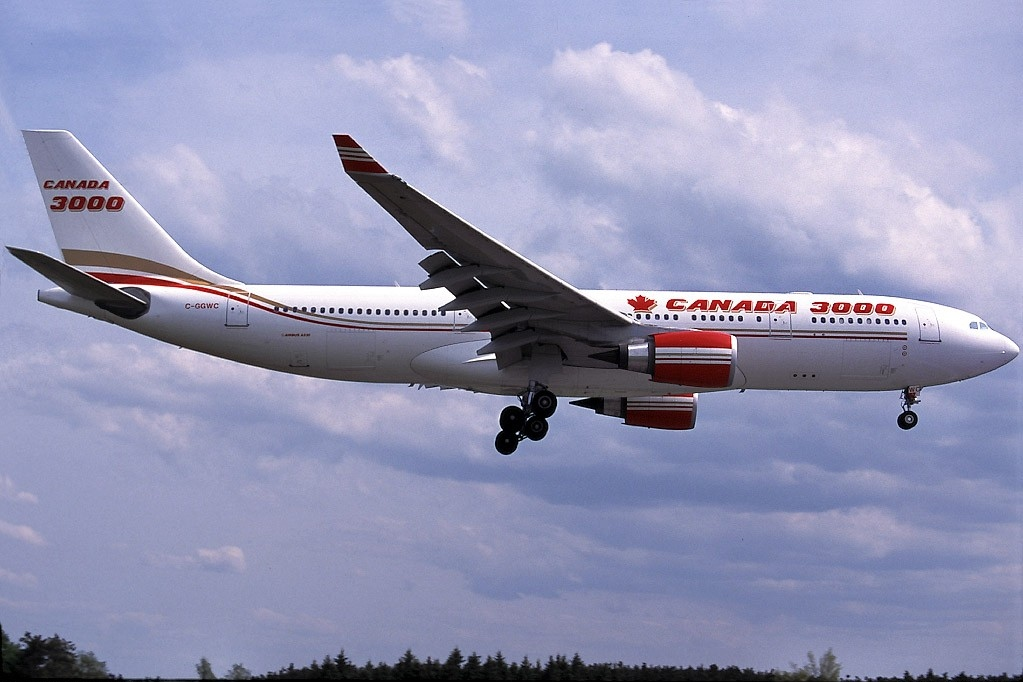
L'A330-200 entrà en servei amb Canada 3000 l'abril del 1998

En un primer moment, el GE90 era una de les tres opcions de motor del Boeing 777. El conseller delegat de GE Aviation en aquell moment, Brian H. Rowe, estava disposat a assumir el cost d'adaptar-lo a l'A330, però Airbus, que encara no havia encara copsat que el mercat de llarg abast s'estava reorientant cap als bireactors, centrà els seus esforços en el quadrireactor A340.
Davant del declivi de les vendes de l'A330-300, l'augment de la penetració en el mercat del Boeing 767-300ER i l'interès de les aerolínies per avions més petits que tinguessin un abast més llarg, Airbus decidí desenvolupar l'A330-200. Aquest avió, conegut amb els noms d'A329 i A330M10 durant la fase de desenvolupament, oferia una reducció del 9% en les despeses d'explotació en comparació amb el Boeing 767-300ER. L'A330-200 estava pensat per al segment d'11.900 km (6.430 mn), en el qual Airbus preveia una demanda de 800 avions entre el 1995 i el 2015. El consell supervisor d'Airbus Industrie aprovà el projecte el 24 de novembre del 1995, amb un cost de desenvolupament estimat de 450 milions de dòlars.
L'A330-200 emprengué el seu primer vol el 13 d'agost del 1997. El procés de certificació durà setze mesos, amb un total de 630 hores de vol de proves. ILFC, el primer client a adquirir l'A330-200, arrendà els avions a Canada 3000, que es convertí així en l'operador de llançament d'aquesta variant.
Mentre Airbus continuava treballant en l'A330-200, diversos operadors d'A330 i A340 informaren de problemes amb les bombes hidràuliques dels avions. Se sospita que aquesta fallada fou la causa d'un incendi que destruí un A340-200 d'Air France el gener del 1994. El 4 de gener d'aquell mateix any, un A330-300 de Malaysia Airlines en manteniment a l'Aeroport de Singapur-Changi fou consumit per un incendi que s'havia iniciat a la badia del tren d'aterratge principal del costat dret. El foc provocà danys per un valor de 30 milions de dòlars i deixà l'avió fora de servei durant sis mesos. Per aquest motiu, el gener del 1997 es recomanà als operadors que desactivessin les bombes elèctriques.

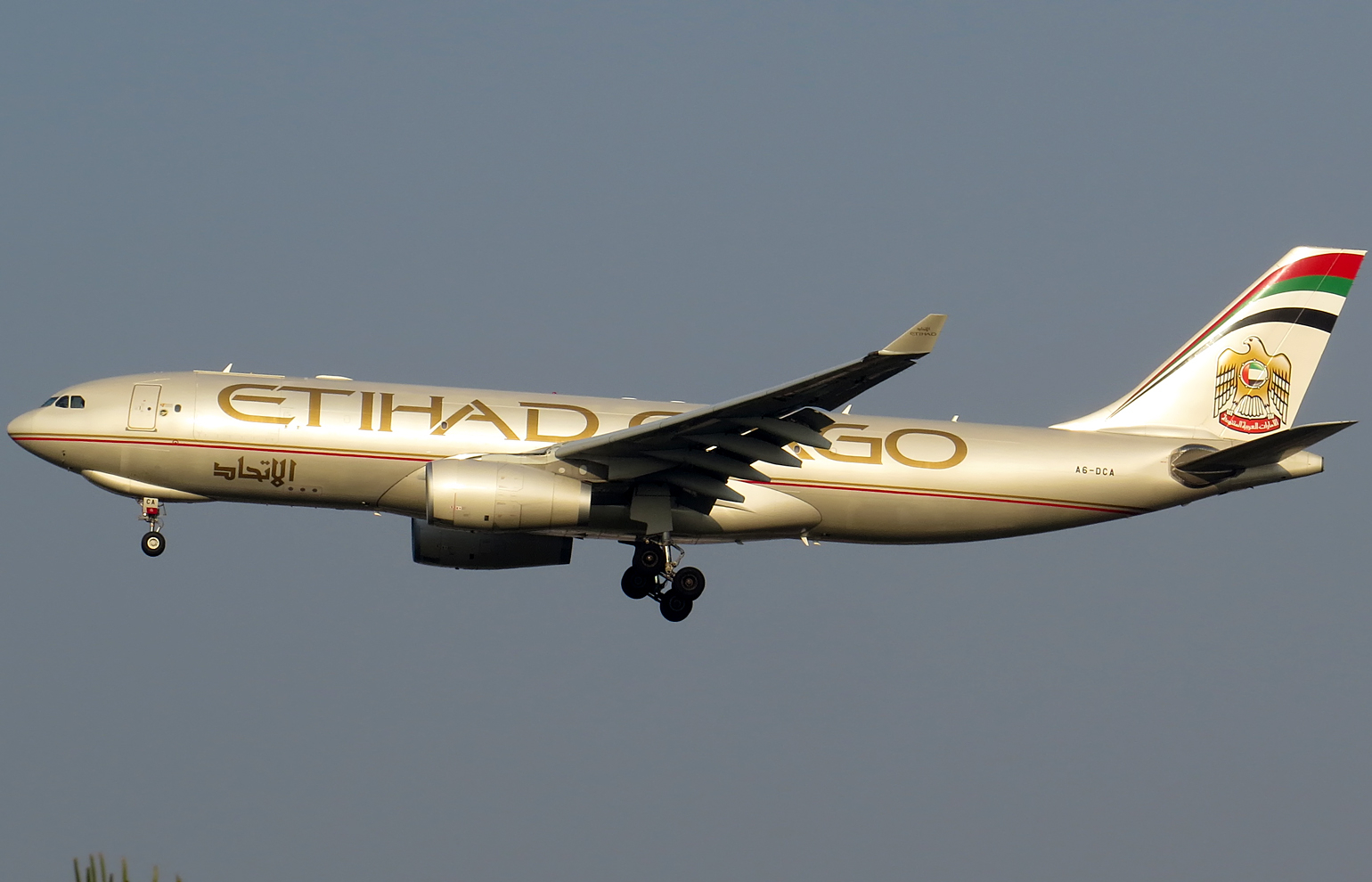
El primer A330-200F fou lliurat a Etihad Cargo el juliol del 2010.

Davant de la falta de demanda per l'A300-600F i l'A310F, Airbus començà a comercialitzar l'Airbus A330-200F, una variant de càrrega de l'A330-200, cap al 2001. Aquesta variant té un abast de 7.400 km (4.000 mn) amb una càrrega de 65 tones o 5.900 km (3.200 mn) amb 70 tones. El tren davanter és el mateix que el de la versió per a passatgers, però s'acobla al fuselatge una mica més avall i s'allotja en un carenat característic amb forma de bombolla. Aquesta configuració serveix per alçar el morro i garantir que el compartiment de càrrega quedi anivellat durant la fase de càrrega, car amb el tren d'aterratge de l'A330 estàndard l'avió quedaria amb el morro apuntant lleugerament cap avall quan es trobés a terra.
L'A330-200F emprengué el seu primer vol el 5 de novembre del 2009. Fou l'inici d'un programa de certificació de quatre mesos i 180 hores de vol. L'objectiu era aconseguir la certificació de les JAA i l'FAA pel març de l'any següent, però en el cas de les JAA el procés s'allargà fins a l'abril. El primer A330-200F fou lliurat a Etihad Cargo, la divisió de transports d'Etihad Airways, el juliol del 2010.
El 25 de setembre del 2013, Airbus presentà a l'Aviation Expo China una nova variant de l'A330-300 de menor pes i optimitzada per a rutes nacionals i regionals en mercats de fort creixement, alta densitat de població i fluxos de trànsit concentrats, particularment la Xina i l'Índia. Aquesta variant pot transportar fins a 400 passatgers. Tanmateix, el principal factor que possibilita aquestes millores en matèria d'eficiència no és la reducció de pes, sinó la instal·lació d'un nombre més gran de seients. L'A330 competeix amb avions de fuselatge estret en rutes relativament curtes però congestionades. En aquestes condicions, les despeses d'explotació de l'A330 no són gaire superiors a les del Boeing 737 o l'Airbus A321, però l'A320neo i el Boeing 737 MAX ofereixen una major eficiència. Si en alguna ruta no es pot augmentar la freqüència de vol, l'única manera de disposar de major capacitat és passar a utilitzar avions més grossos, com ara l'A330. Al Saló de l'Aeronàutica de París del 2015 s'anuncià que Saudia seria l'operador de llançament de l'A330 Regional.

### New Engine Option

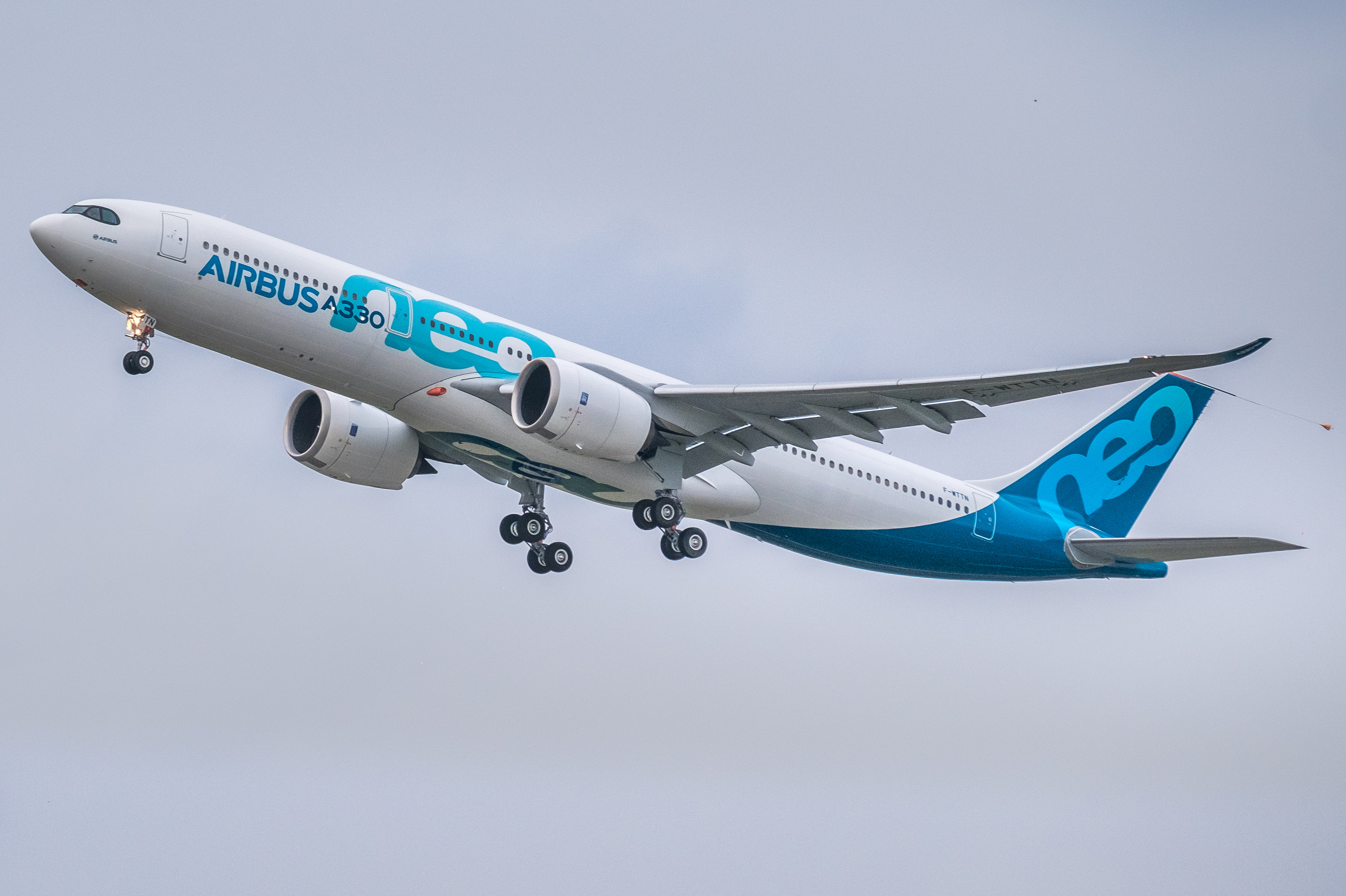
Primer vol de l'A330-900 (19 d'octubre del 2017)

L'A330neo (New Engine Option, ‘opció de motor nou’) és una versió més avançada de l'A330 inicial, denominat A330ceo (Current Engine Option, ‘opció de motor actual’) des del 2014. Els operadors de l'A330 actual demanaren a Airbus que en dissenyés una nova versió equipada amb motors més moderns desenvolupats originalment per al Boeing 787. Fou llançat el juliol del 2014 a la Fira Aeronàutica de Farnborough amb la promesa d'un estalvi del 14% en el consum de combustible per seient. El Rolls-Royce Trent 7000, un motor més gros, és l'única opció de planta motriu d'aquest model. Té dues versions basades en l'A330-200 i l'A330-300: l'A330-800, que pot transportar 257 passatgers a una distància de 15.090 km (8.150 mn), i l'A330-900, que pot transportar 287 passatgers a una distància de 13.330 km (7.181 mn). L'A330-900 emprengué el seu primer vol el 19 d'octubre del 2017, obtingué el certificat de tipus de l'Agència Europea de Seguretat Aèria (AESA) el 26 de setembre del 2018, fou lliurat per primera vegada a TAP Air Portugal el 26 de novembre i entrà en servei amb aquesta mateixa aerolínia el 15 de desembre del 2018. L'A330-800, en canvi, emprengué el seu primer vol el 6 de novembre del 2018 amb l'objectiu d'aconseguir el certificat de tipus a mitjans del 2019 i començar els lliuraments al primer semestre del 2010.

### Producció

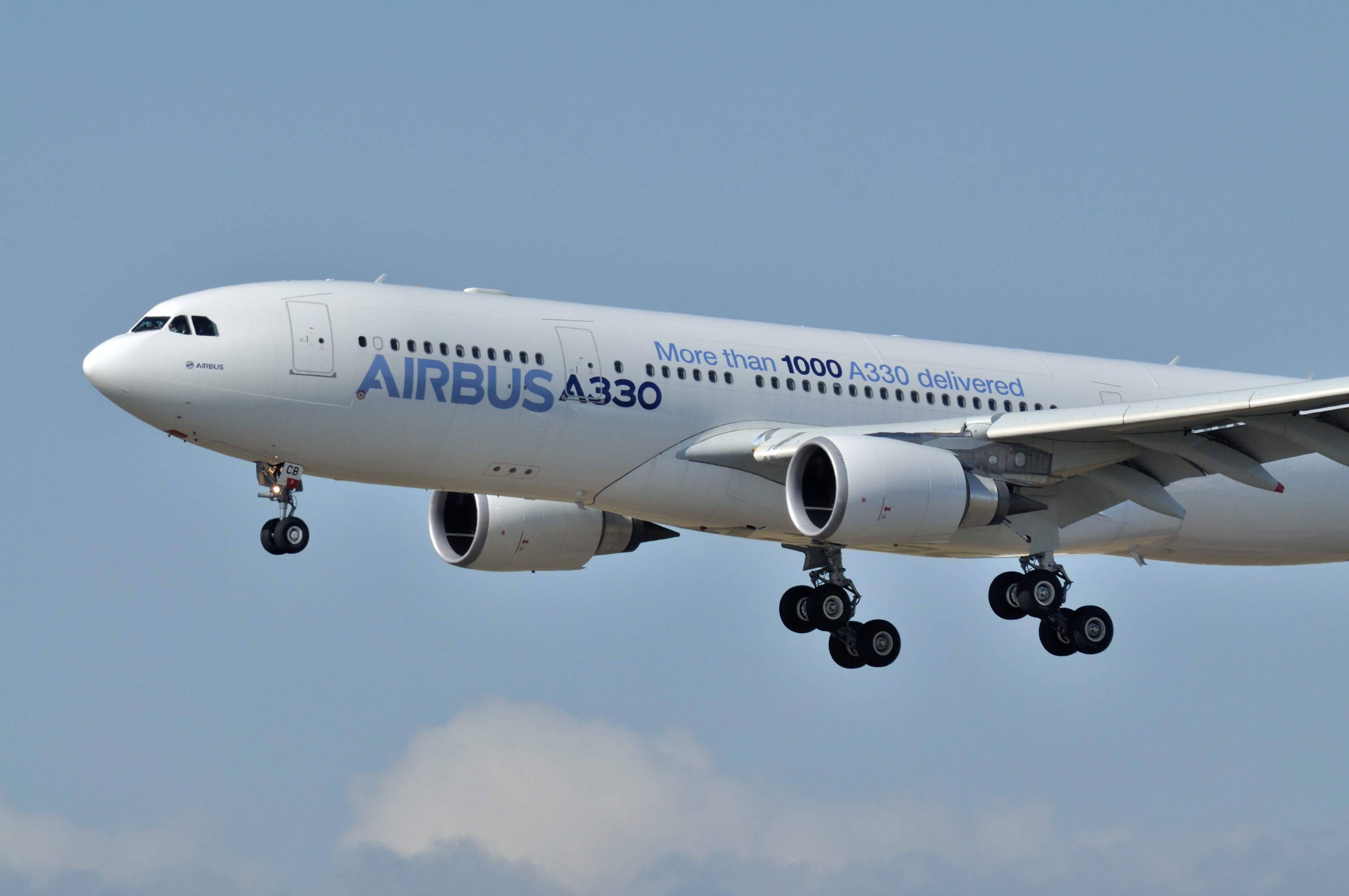
L'A330 número 1.000 fou lliurat el 19 de juliol del 2013.

El febrer del 2011, Airbus anuncià que tenia previst augmentar el ritme de producció de set avions i mig al mes a vuit pel 2012, amb un altre increment a deu avions al mes pel 2013. L'abril del 2013, la producció augmentà a deu avions al mes, el ritme més alt de qualsevol avió de fuselatge ample d'Airbus. El 2012, Airbus preveia demanda per l'A330 com a mínim fins al 2020, amb la intenció que l'A350-900 acabés substituint l'A330-300.
El 19 de juliol del 2013, Airbus entregà l'A330 número 1.000 a Cathay Pacific. L'A330 esdevingué el primer avió de fuselatge estret d'Airbus a arribar a 1.000 lliuraments, així com el quart avió de fuselatge estret a assolir aquesta xifra, després del Boeing 747, el 767 i el 777. A maig del 2025 s'havien encarregat un total de 1.479 A330ceo i se n'havien lliurat 1.472.
El desembre del 2014, Airbus anuncià que reduiria la producció d'A330 de deu avions al mes a nou per la baixada de la demanda, sense descartar més retallades de la producció. L'anunci provocà una caiguda immediata de la cotització a borsa d'Airbus Group a causa del fet que l'empresa deriva un percentatge significatiu del seu flux de caixa i benefici net del programa A330. L'impacte financer de l'A330 en aquell moment era particularment important pels problemes que estaven experimentant l'A350 i l'A380. El febrer del 2015, Airbus anuncià que una altra retallada de la producció a sis avions al mes començaria el primer trimestre del 2016. Aquesta reducció permetia estendre la producció de l'A330ceo fins al juliol del 2017 i entroncar amb l'inici de la producció de l'A330neo, aleshores prevista per a la primavera del 2017. El febrer del 2016, Airbus anuncià que tornaria a augmentar el ritme de producció a set avions al mes per l'entrada de nous encàrrecs d'A330.
L'abril del 2018, Airbus anuncià noves retallades de la producció per la caiguda de la demanda, amb una reducció del ritme a quatre o cinc avions al mes el 2019. L'any següent, el fabricant entregà 53 A330 (41 dels quals eren A330neo), incloent-n'hi alguns que havien quedat pendents del 2018, i perseguia un ritme de producció de 40 unitats a l'any en consonància amb la baixada de demanda d'avions de fuselatge ample. En aquell moment, la cartera de comandes era de 331 avions (incloent-hi 293 A330neo), que corresponia a uns vuit anys de producció.
L'últim A330-200 fou lliurat a OpenSkies (que opera com a Level) l'1 d'octubre del 2019. L'últim A330-300 fabricat arribà a l'Aeroport de Brussel·les el 28 de febrer del 2020 i fou entregat a Aer Lingus el 4 de març del mateix any. Resten quatre A330-300 pendents de lliurar per les dificultats financeres del seu comprador, Hong Kong Airlines. L'A330 MRTT/KC-30B i el BelugaXL es continuen fabricant juntament amb l'A330neo.
El 2020, la demanda de nous avions caigué a causa de l'impacte de la pandèmia de COVID-19 sobre l'aviació. Per aquest motiu, Airbus abaixà el ritme de producció mensual de l'A330 de quatre avions i mig al mes a dos. El setembre d'aquell mateix any, l'A330 es convertí en el primer avió de fuselatge ample d'Airbus a assolir 1.500 lliuraments, xifra únicament superada pel Boeing 747 i el Boeing 777.

## Disseny

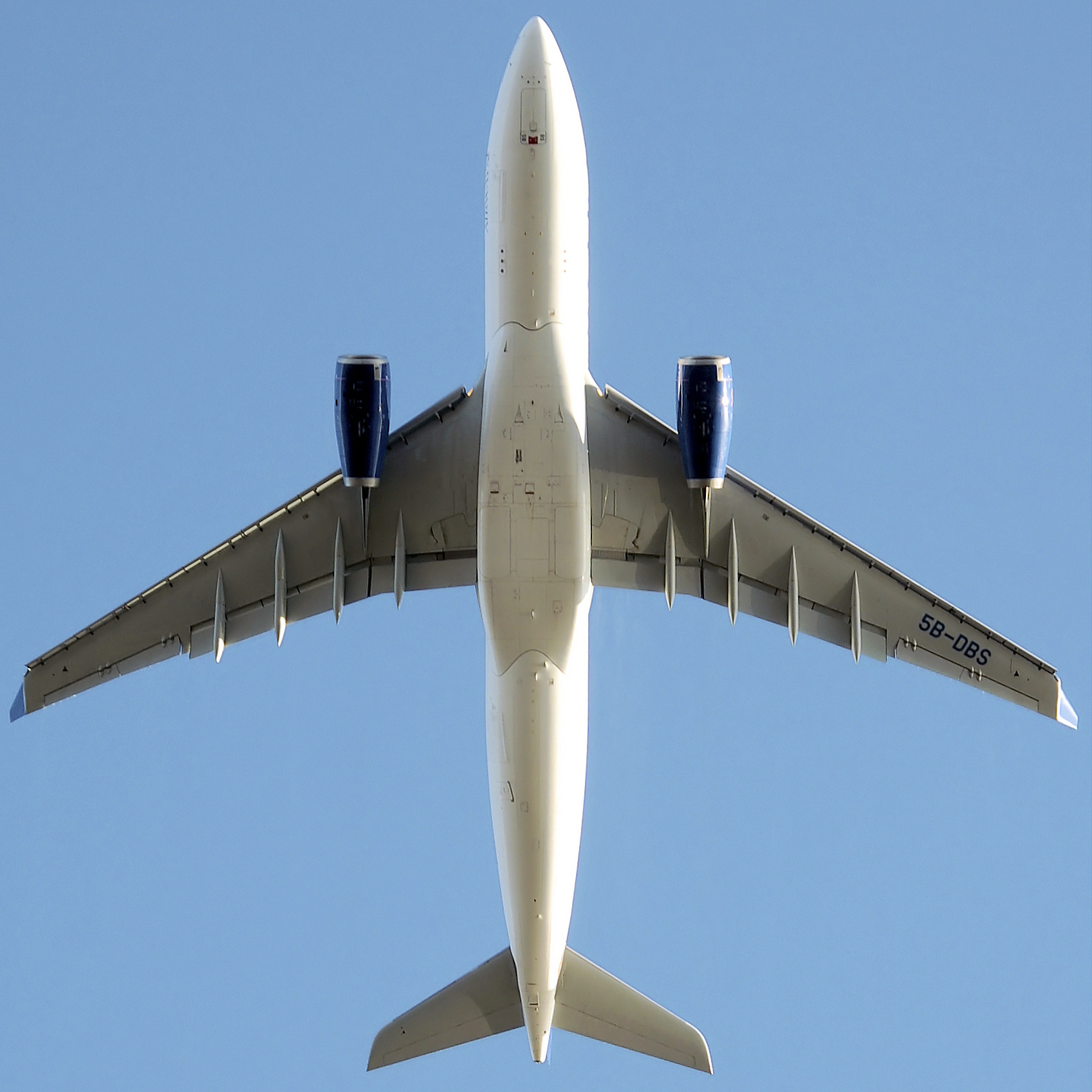
A330-200 de Cyprus Airways mostrant les ales llargues i esveltes del model

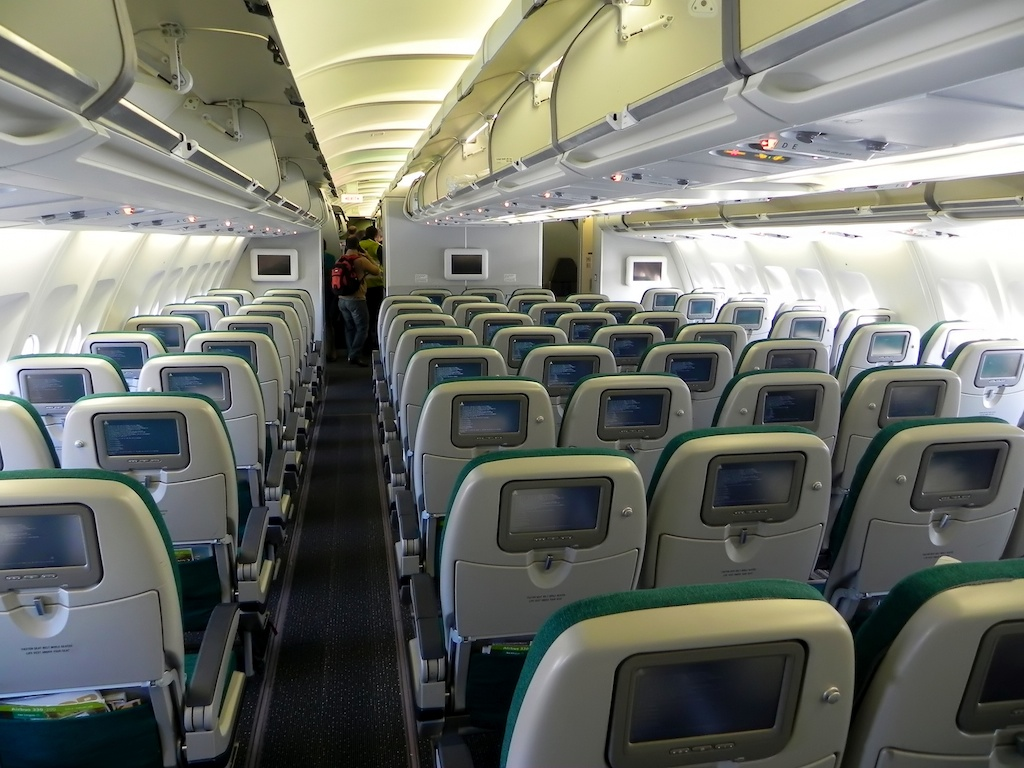
Classe econòmica de vuit seients per filera en configuració 2-4-2

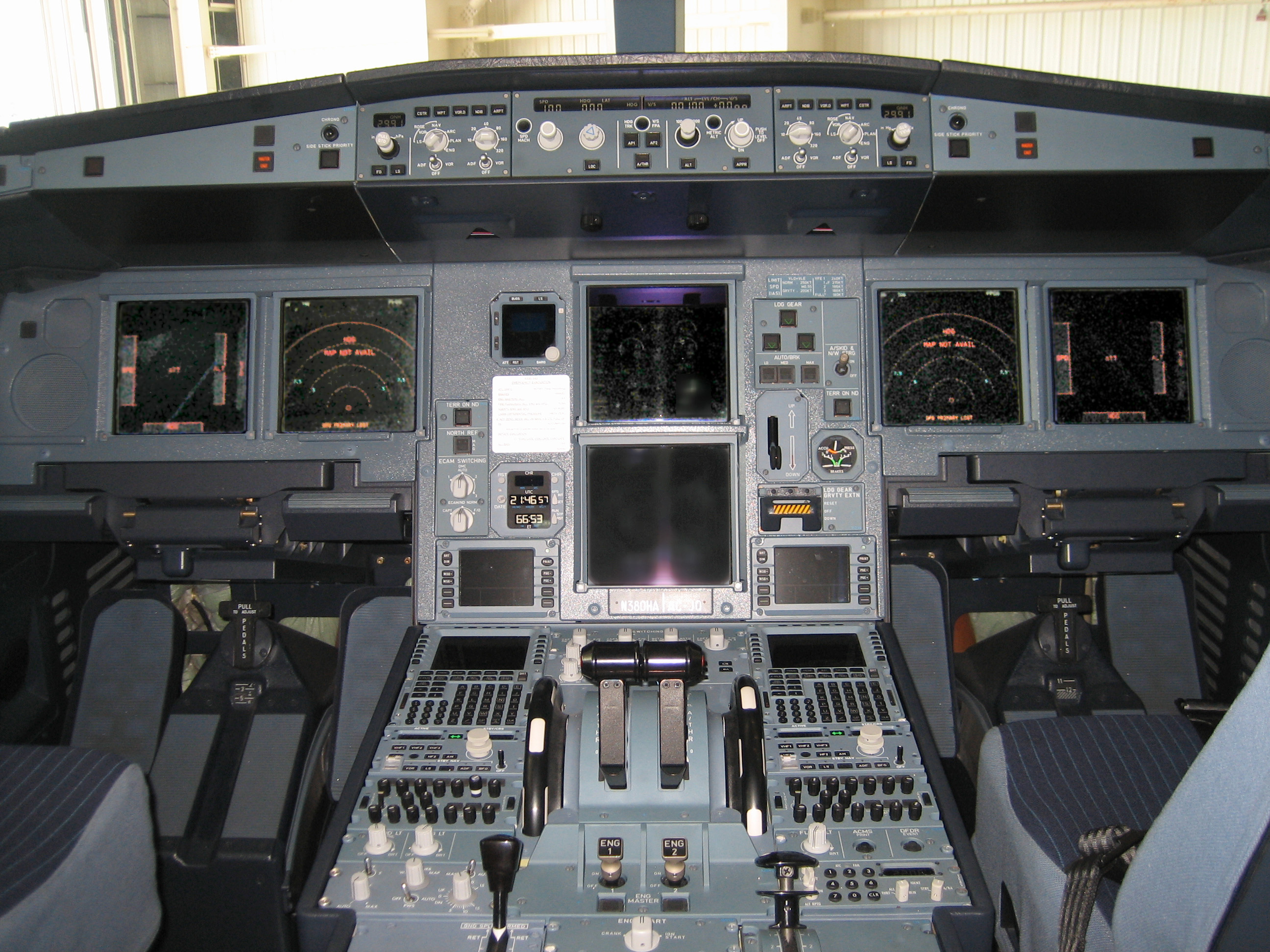
Les cabines de l'A330 i l'A340 reprenen el disseny de sis pantalles de l'A320.

L'A330 és un avió de fuselatge ample de mida mitjana i equipat amb dos motors penjats de suports subalars. Un tren d'aterratge davanter de dues rodes i dos trens d'aterratge principals de quatre rodes amb bogis, fabricats per Messier-Dowty, sostenen el pes de l'avió a terra. El seu pes màxim a l'enlairament (MTOW) ha augmentat amb el pas del temps, des de 212 t en el moment del seu llançament al mercat fins a 242 t el 2015, cosa que en potencia la capacitat de càrrega i abast. Segons John Leahy, Airbus s'abstingué de millorar en excés el pes a l'enlairament i el rendiment de l'A330 per evitar que envaís el segment de mercat de l'A340.
L'estructura de l'A330 consisteix en un monoplà d'ales baixes amb voladís i ales pràcticament idèntiques a les de l'A340-200/300. L'A330-300 té un motor a cada suport interior, mentre que les posicions dels suports exteriors no es fan servir. L'A340-300, en canvi, utilitza els dos suports de motor, cosa que permet que les ales puguin aguantar un pes màxim a l'enlairament superior. Aquest avantatge és degut al fet que els dos motors de cada ala de l'A340 ofereix una millor distribució de la força (pes dels motors), mentre que el moment contrarestant total del pes dels motors es troba més lluny del fuselatge i, per tant, l'A340-300 experimenta un menor moment flector de l'arrel alar que l'A330-300 per a un mateix pes a l'enlairament. Les ales foren dissenyades i fabricades per BAe, que desenvolupà ales esveltes i molt allargades per proporcionar un alt grau d'eficiència aerodinàmica.
Juntament amb altres característiques del seu disseny, les ales en fletxa amb un angle de 30 graus de l'A330 li permeten assolir un nombre de Mach de fins a 0,86. Les ales tenen una relació gruix-corda relativament alta, del 12,8%, de manera que poden tenir una gran llargada i una alta relació d'aspecte sense un augment de pes prohibitiu. L'MD-11, en canvi, té una relació gruix-corda del 8-9%. A més a més, les ales de l'A330 porten aletes de punta alar de 2,74 m d'alçada en comptes de les aletes marginals dels avions anteriors d'Airbus.
El fet de compartir el disseny de les ales amb l'A340 feu possible la incorporació de dispositius aerodinàmics que en un primer moment s'havien desenvolupat per a l'A340 a l'A330. El fracàs del V2500 SuperFan, un motor radical de molt alt índex de derivació desenvolupat per International Aero Engines que prometia un estalvi de combustible d'un 15% en l'A340, fou compensat amb millores en altres àmbits, incloent-hi modificacions del disseny de les ales. Les ales, dissenyades originalment amb una envergadura de 56 m, foren allargades en un primer moment a 58,6 m i finalment a 60,3 m. L'envergadura de 60,3 m és similar a la del Boeing 747-200, un avió més gros, però correspon a una superfície alar un 35% inferior.
El fuselatge de l'A330 i l'A340 es basa en el de l'Airbus A300-600, amb nombroses parts compartides, i té la mateixa amplada externa i de la cabina: 5,64 m i 5,26 m. La cabina sol estar configurada amb fileres de sis seients (2-2-2) en classe de negocis i vuit (2-4-2) en classe econòmica. L'aleta, el timó, el timó de profunditat i l'estabilitzador horitzontal s'utilitzen com a dipòsit de combustible, flaps, alerons i espòilers. Estan fets de materials compostos i representen un 10% del pes de l'estructura. Quan cal, l'A330 utilitza la unitat auxiliar de potència (APU) Honeywell 331–350C per generar potència pneumàtica i electricitat.
L'A330 té la mateixa cabina de pilotatge de vidre que l'A320 i l'A340, amb pantalles electròniques en comptes d'indicadors mecànics. En comptes d'un volant de control convencional, la cabina té palanques de control laterals, sis pantalles principals i el sistema electrònic d'instruments de vol (EFIS), que correspon a les pantalles de navegació i vol, així com un monitor electrònic centralitzat de l'aeronau (ECAM). A part de la cabina de vol, l'A330 també comparteix sistema de control per senyals elèctrics amb la família A320, l'A340, l'A350 i l'A380. A més a més, té tres sistemes de comandament de vol primaris i dos de secundaris, així com un sistema de protecció de l'entorn de vol que bloqueja qualsevol maniobra que pugui excedir els límits aerodinàmics i estructurals de l'avió.

## Variants
A partir del llançament de l'A330neo, els membres anteriors de la família A330 (A330-200, 200F, 300 i MRTT) reberen el nom A330ceo.

### A330-300

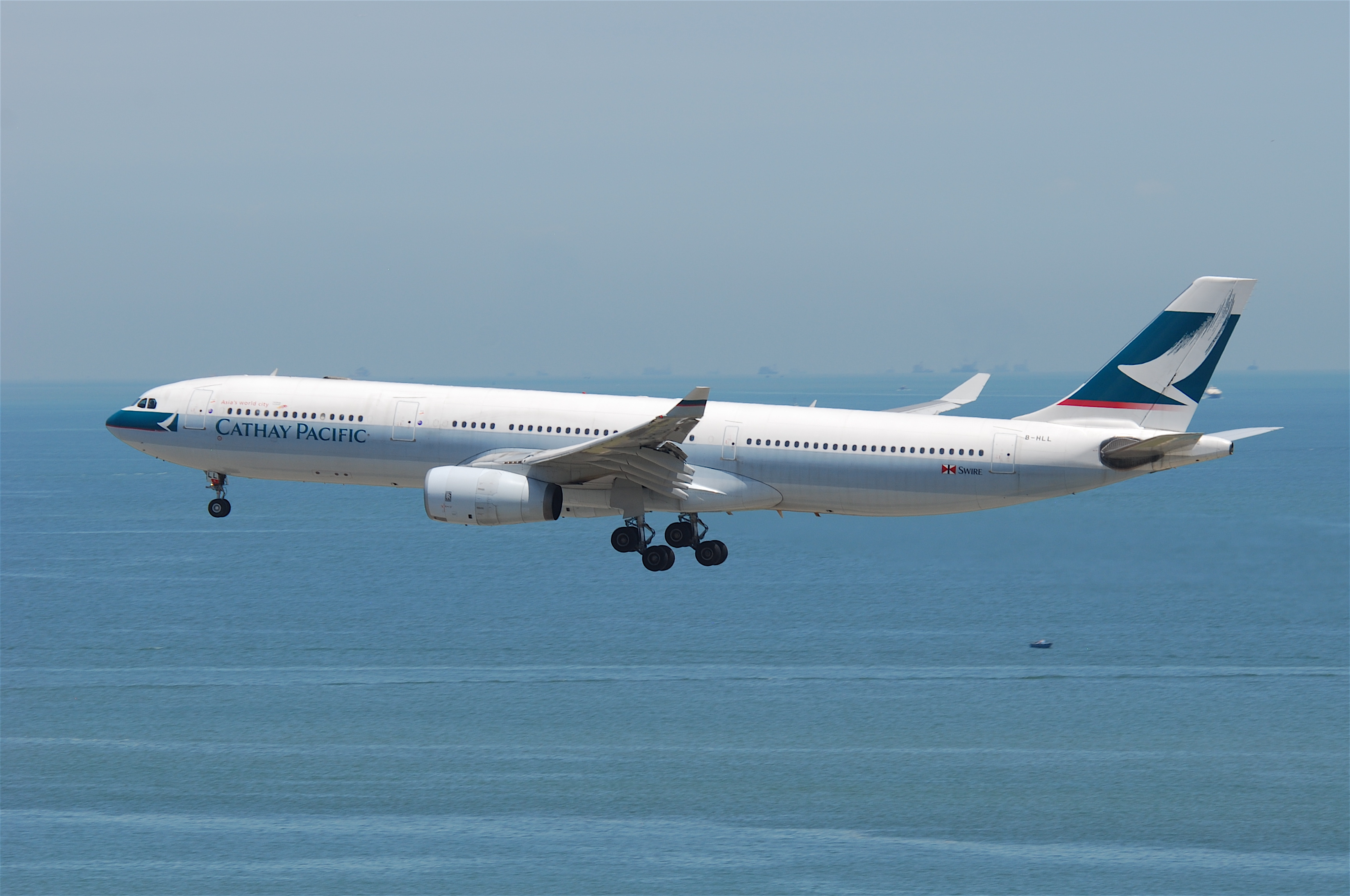
La variant inicial, l'A330-300, en servei amb Cathay Pacific, el seu principal operador

L'A330-300, propulsat per dos motors General Electric CF6-80E1, Pratt & Whitney PW4000 o Rolls-Royce Trent 700, té una llargada de 63,69 m i un abast d'11.750 km o 6.350 mn. En una configuració convencional, transporta 277 passatgers amb un límit fixat per les sortides de 440, així com 32 contenidors LD3. Fou certificat per les autoritats europees i estatunidenques el 21 d'octubre del 1993, després de 420 vols de prova amb un total de 1.100 hores de vol. L'A330-300 entrà en servei el 16 de gener del 1994. Es basa en un fuselatge d'A330 allargat, però les ales, els estabilitzadors i els sistemes de control per senyals elèctrics són tots nous.
El 2010, Airbus proposà una nova versió de l'A330-300 que augmentava el pes brut màxim en 2 t fins a 235 t. Aquesta millora afegeix 220 km (120 mn) a l'abast i 1,2 t a la càrrega. A mitjans del 2012, Airbus proposà un altre augment del pes brut màxim, aquesta vegada fins a 240 t, que fou aplicat a partir de mitjans del 2015. Aquesta versió de l'A330 pot arribar 740 km (400 mn) més lluny i transportar 5 t més de càrrega. Inclou millores del motor i aerodinàmiques que en redueixen el consum de combustible en un 2%. El novembre del 2012, s'anuncià que el pes brut passaria de 235 t a 242 t, mentre que l'abast augmentaria en 926 km (500 mn) fins a 11.300 km (6.100 mn). Airbus també té previst activar el dipòsit de combustible central per primera vegada en l'A330-300.
A desembre del 2020 s'havien encarregat 779 unitats d'A330-300, se n'havien lliurat 771 i en quedaven 742 en servei. El 2015 tenia un preu de catàleg de 264,2 milions de dòlars. El seu principal competidor és el Boeing 777-200/200ER, així com ho fou el McDonnell Douglas MD-11 quan encara es fabricava.

#### A330-300HGW

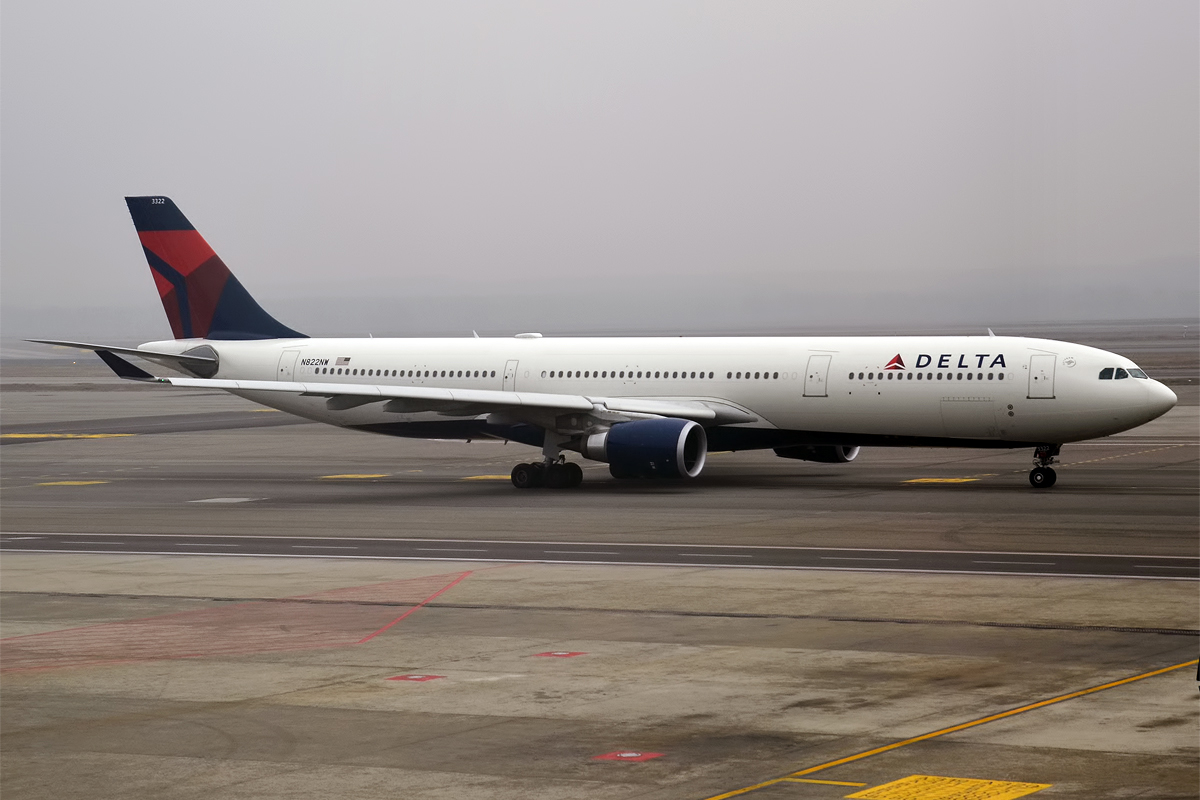
El primer A330-300 fou lliurat a Delta Air Lines el maig del 2015.

El 2000 s'anuncià que Airbus estava estudiant una versió de l'A330-300 amb un pes brut superior. S'anomenava A330-300HGW i tenia un pes a l'enlairament de 240 t, que superava el pes de l'A330-300 en aquell moment per 7 t. Aquesta versió havia de tenir ales reforçades i una major capacitat de combustible gràcies a un dipòsit de 41.600 L a la secció central. L'abast de l'A330-300HGW havia de créixer fins a 11.000 km (5.940 mn). L'arrendador ILFC, que cercava avions que poguessin volar des de la costa oest dels Estats Units fins a Europa, manifestà el seu interès per aquesta nova versió.
L'avió havia de tenir les mateixes plantes motrius que l'A330-200 i l'A330-200 amb un menor pes brut. Airbus també valorà la possibilitat d'equipar-lo amb el nou motor Engine Alliance GP7000, fet que hauria conduït a la primera aplicació d'aquest motor en un bireactor. Tot i que estava previst que entrés en servei amb les aerolínies el 2004, el programa A330-300HGW acabà sent cancel·lat discretament.
La versió de 240 tones de l'A330 es convertí finalment en una realitat uns anys més tard, quan Airbus anuncià a la Fira Aeronàutica de Farnborough que l'oferiria com a opció per a l'A330-300 i l'A330-200. El novembre del 2012, el pes màxim a l'enlairament fou augmentat de nou, aquesta vegada fins a 242 tones. La primera unitat fou lliurada a Delta Air Lines el 28 de maig del 2015.

#### A330 Regional
El setembre del 2013, Airbus anuncià una versió de l'A330-300 anomenada A330 Regional o A330-300 Regional. L'A330 Regional té capacitat per a uns 400 passatgers, amb un menor empenyiment dels motors, un pes màxim a l'enlairament reduït de 199 t i un abast reduït de 5.000 km (2.700 mn). Es considera que el pes màxim a l'enlairament d'aquests avions es pot augmentar fàcilment a 242 t, que correspon a la versió d'abast ampliat a 11.800 km (6.350 mn).Ofereix una reducció del 26% en les despeses d'explotació en comparació amb l'A330-300, però amb un abast més curt.
Airbus entregà el primer A330 Regional a Saudia el 18 d'agost del 2016.

### A330-200

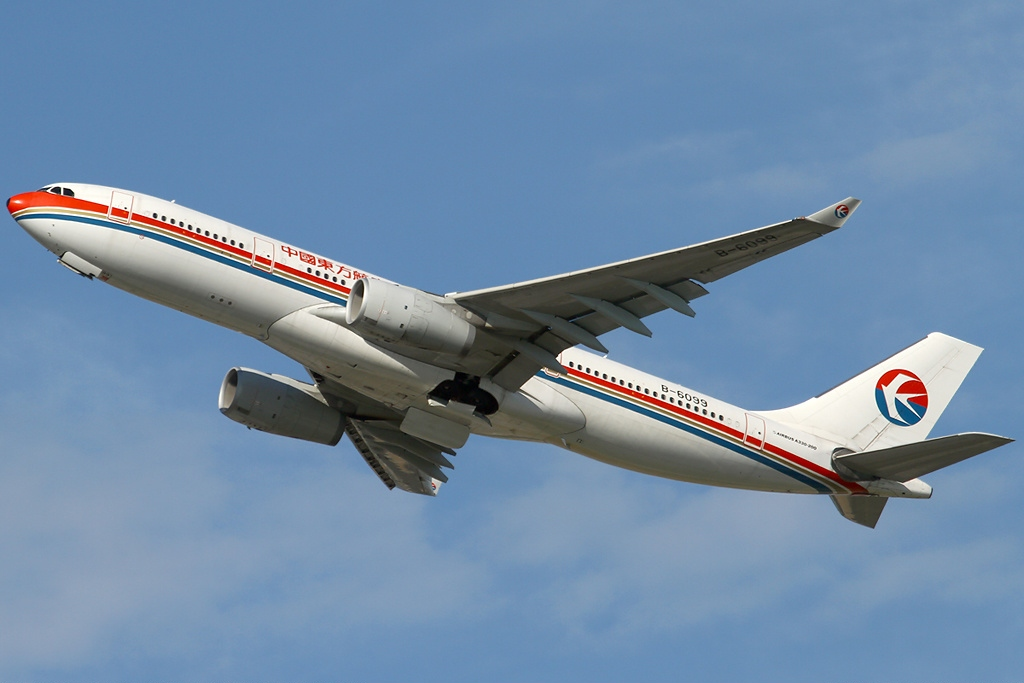
L'A330-200, que té China Eastern Airlines com a principal operador, és 4,85 m més curt que l'A330-300.

L'A330-200 és una versió escurçada i de més llarg abast. Pot portar 253 passatgers a una distància de fins a 13.400 km (7.240 mn) en una configuració de tres classes. L'A330-200 té deu quadernes de fuselatge menys que l'A330-300 original, amb una llargada de 58,82 m. L'estabilitzador vertical de l'A330-200 és 104 cm més alt per compensar el menor braç de moment que comporta un fuselatge més curt. L'A330-200 incorpora un reforç estructural de les ales que en permet augmentar el pes màxim a l'enlairament fins a 229,8 t. L'A330-200 ofereix tres opcions de motor semblants a les de l'A330-300: el General Electric CF6-80E, el Pratt & Whitney PW4000 i el Rolls-Royce Trent 700. Airbus també amplià la capacitat de combustible fins a 139.100 L amb l'addició d'un dipòsit de combustible situat a la secció central com el que ja venia de sèrie amb l'A340.
El 2004 s'hi incorporà un nou estabilitzador vertical a partir de la unitat MSN 555. Aquesta versió de l'estabilitzador és 50 cm més baixa i deriva del disseny de l'estabilitzador vertical de l'A340-500 i l'A340-600, que posteriorment s'inclogué de sèrie en tots els A330-200 nous.
El 2008, Airbus anuncià que planejava una versió de l'A330-200 amb un major pes brut per competir amb el Boeing 787 en millors condicions. Aquest nou A330-200HGW tenia un pes màxim a l'enlairament superior en 5 tones, fet que n'augmentava l'abast en 560 km (300 mn) i la càrrega en 3,4 tones. Korean Air n'esdevingué el primer client el 27 de febrer en encarregar-ne sis unitats. Els primers avions foren lliurats el 2010.
A mitjans del 2012, Airbus proposà una altra versió de l'A330-200 que portava el pes brut màxim a 240 t (un augment de 2 t). Aquesta versió podia volar 500 km (270 mn) més lluny i transportar 2,5 t més de càrrega. Incorporava millores del motor i aerodinàmiques que en reduïen el consum de combustible en un 2%. El novembre del 2012, s'anuncià que el pes brut tornaria a créixer fins a 242 t, amb un abast que superaria el de la versió de 238 t en 650 km (350 mn). Fou certificat per l'AESA el 8 de setembre del 2015.
A maig del 2024 s'havien encarregat 661 unitats d'A330-200, se n'havien lliurat 656 i n'hi havia 566 en servei. El 2018 tenia un preu de catàleg de 238,5 milions de dòlars. L'A330-200 competeix amb el Boeing 767-300ER i, en menor mesura, el 767-400ER, així com el nou 787 Dreamliner.
El 1998, un A330-200 acabat d'entregar es valorava en 94 milions de dòlars, xifrà que puja a més de 100 milions el 2005. Tanmateix, a 2019, el valor ha baixat a vora 75 milions, car el mercat prefereix l'A330-300 i l'A330neo.

#### ACJ330
L'A330-200 es comercialitza com a avió de negocis de molt llarg abast amb el nom d'A330-200 Prestige.
Ofereix un abast de 15.400 km (8.300 mn) amb 50 passatgers.

### A330-200F

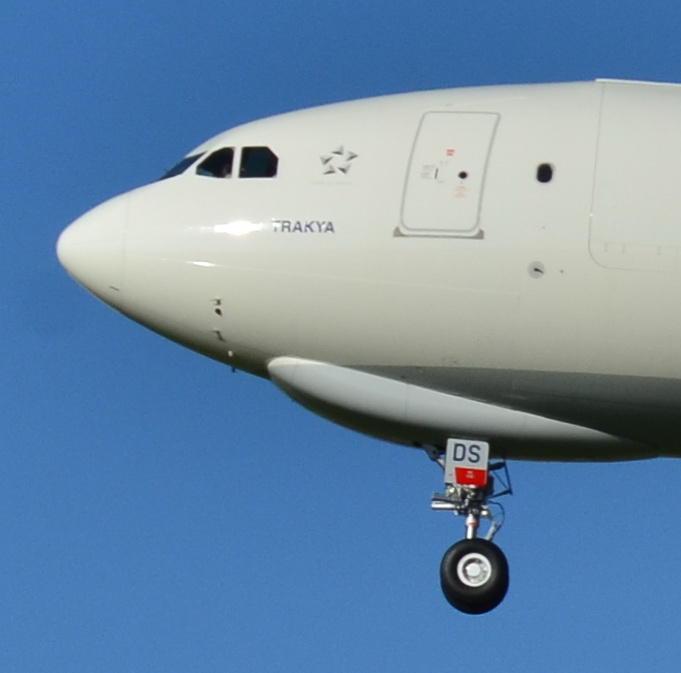
La protuberància de sota del morro corregeix la tendència de les versions per a passatgers a abaixar el morro.

L'A330-200F és un derivat de càrrega de l'A330-200 capaç de transportar 65 t a una distància de fins a 7.400 km (4.000 mn) o 70 t a una distància de fins a 5.900 km (3.200 mn). Per compensar la posició baixa del morro de l'A330 estàndard a terra, l'A330F té una configuració diferent del tren d'aterratge davanter per anivellar el compartiment de càrrega mentre s'hi posen les mercaderies. Fa servir el mateix tren d'aterratge que l'A330-200, però amb els acoblaments situats en un punt més baix del fuselatge, fet que requereix un carenat característic amb forma de bombolla per acomodar el tren d'aterratge davanter després de la seva retracció. Les plantes motrius són dos motors Pratt & Whitney PW4000 o Rolls-Royce Trent 700. General Electric no ofereix cap motor per a l'A330-200F. A diferència de la versió de passatgers, l'A330-200F ve amb el dipòsit central desactivat per defecte, cosa que li estalvia el pes del sistema d'inertització, però en redueix la capacitat de combustible en 41.560 litres. Es pot activar de manera opcional per als clients que en tinguin menester.
A desembre del 2020, Airbus n'havia entregat 38 unitats i no en tenia cap comanda pendent. Aquesta variant té un preu de catàleg de 241,7 milions de dòlars. A més de fabricar avions de càrrega nous, Airbus ha proposat convertir A330-200 existents en avions de càrrega. L'A330-200F té una mida intermèdia entre el 767-300F i el 777F, però ha aconseguit menys comandes i lliuraments que qualsevol d'aquests dos avions de Boeing.

### A330P2F

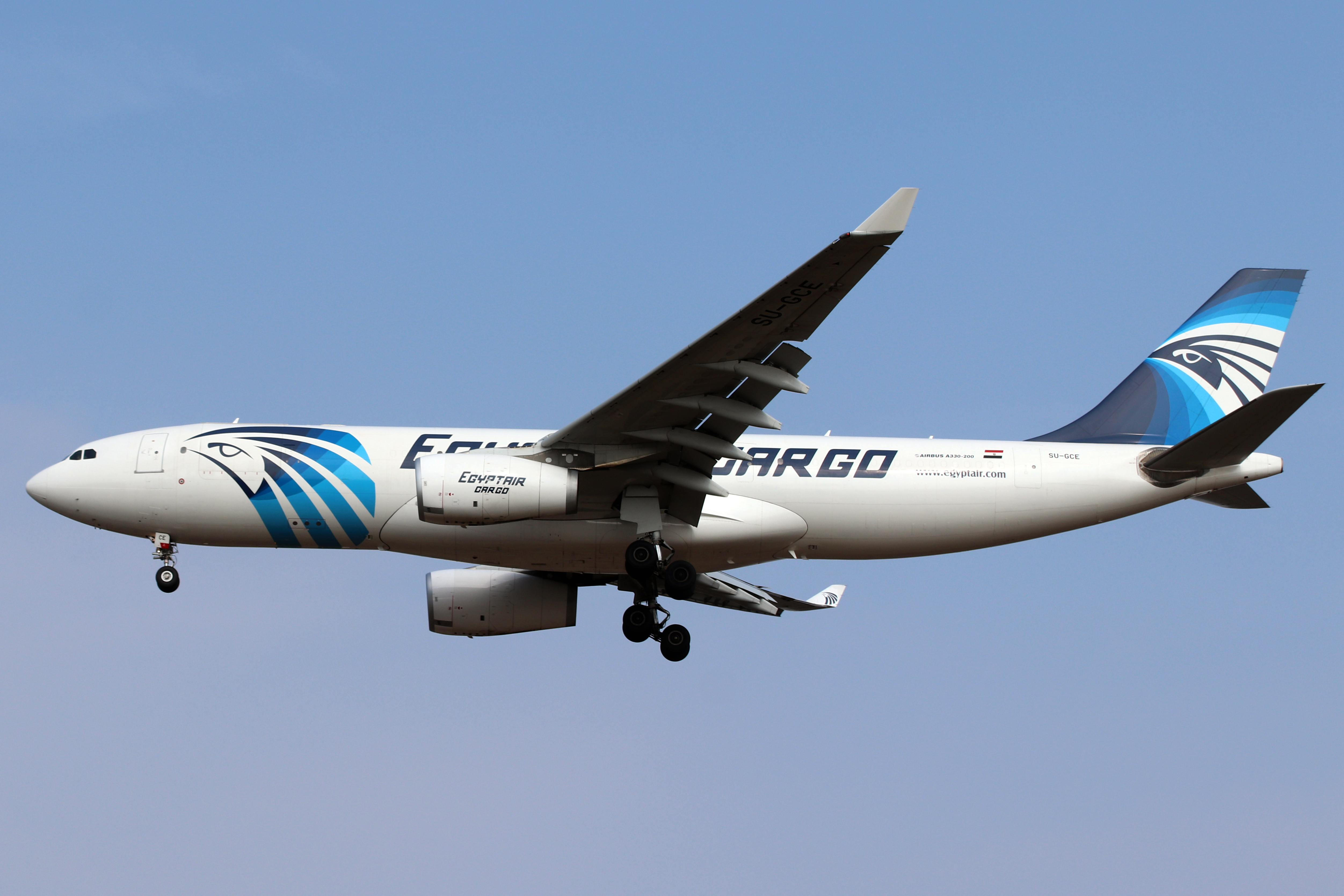
El primer A330-200P2F fou lliurat a EgyptAir Cargo el 3 d'agost del 2018.

La Fira Aeronàutica de Singapur de febrer del 2012 veié el llançament del programa A330P2F de conversió en avions de càrrega, amb enginyeria proporcionada per ST Aerospace, el suport d'Airbus i el treball industrial i la comercialització a càrrec d'Elbe Flugzeugwerke, la seva aliança d'empreses amb seu a Dresden. Airbus, que s'havia fixat l'objectiu de portar el producte al mercat el 2016, calculava que en les dues dècades següents hi hauria prou demanda per a 2.700 avions de càrrega, la meitat dels quals serien de mida mitjana, incloent-hi 900 conversions.
L'A330-300P2F, una variant adaptada a la menor densitat de mercaderies pròpia del transport exprés i el comerç electrònic, pot transportar fins a 62 t a una distància de 6.760 km (3.650 mn).
Una vegada completats els vols de prova l'octubre del 2017 i obtingut el certificat de tipus suplementari (STC) de l'AESA el mes següent, la primera unitat fou entregada a DHL l'1 de desembre del mateix any.
L'A330-200P2F pot transportar 61 t a una distància de 7.870 km (4.250 mn).
Una vegada completats els vols de prova el juny del 2018 i obtingut l'STC el mes següent, la primera unitat fou lliurada a EgyptAir Cargo el 3 d'agost del mateix any.
La versió P2F conserva la geometria de l'avió de passatgers i incorpora un sistema de càrrega de mercaderies que permet pujar palets a la coberta de càrrega principal, així que no presenta la protuberància típica de l'A330-200F.

### A330-800neo
L'Airbus A330-800neo tindrà la mateixa llargada del fuselatge que l'A330-200, amb fins a sis seients addicionals gràcies a l'optimització de la cabina. Està equipat amb nous motors Rolls-Royce Trent 7000 amb un índex de derivació de 10:1 i un empenyiment de 320 kN, així com millores aerodinàmiques com ara aletes de punta alar semblants a les de l'A350, que n'augmenten l'envergadura en 3,7 m fins a 64 m. Inicialment estava previst que entrés en servei a principis del 2018. Pot cobrir una distància de 15.094 km (8.150 mn) amb 257 passatgers (amb un màxim de 406). L'A330-800neo emprengué el seu primer vol el 6 de novembre del 2018 i les primeres unitats foren entregades a Kuwait Airways el 29 d'octubre del 2020.

### A330-900neo
L'Airbus A330-900neo reprèn el fuselatge de l'A330-300, però amb 10 seients addicionals gràcies a l'optimització de la cabina. Les mateixes millores dels motors i les ales li permeten estalviar un 14% de combustible (per seient) en comparació amb l'A330-300 en un vol de 7.400 km (4.000 mn). Pot cobrir una distància de 12.131 km (6.550 mn) amb 287 passatgers (amb un màxim de 440).

### BelugaXL (A330-743L)

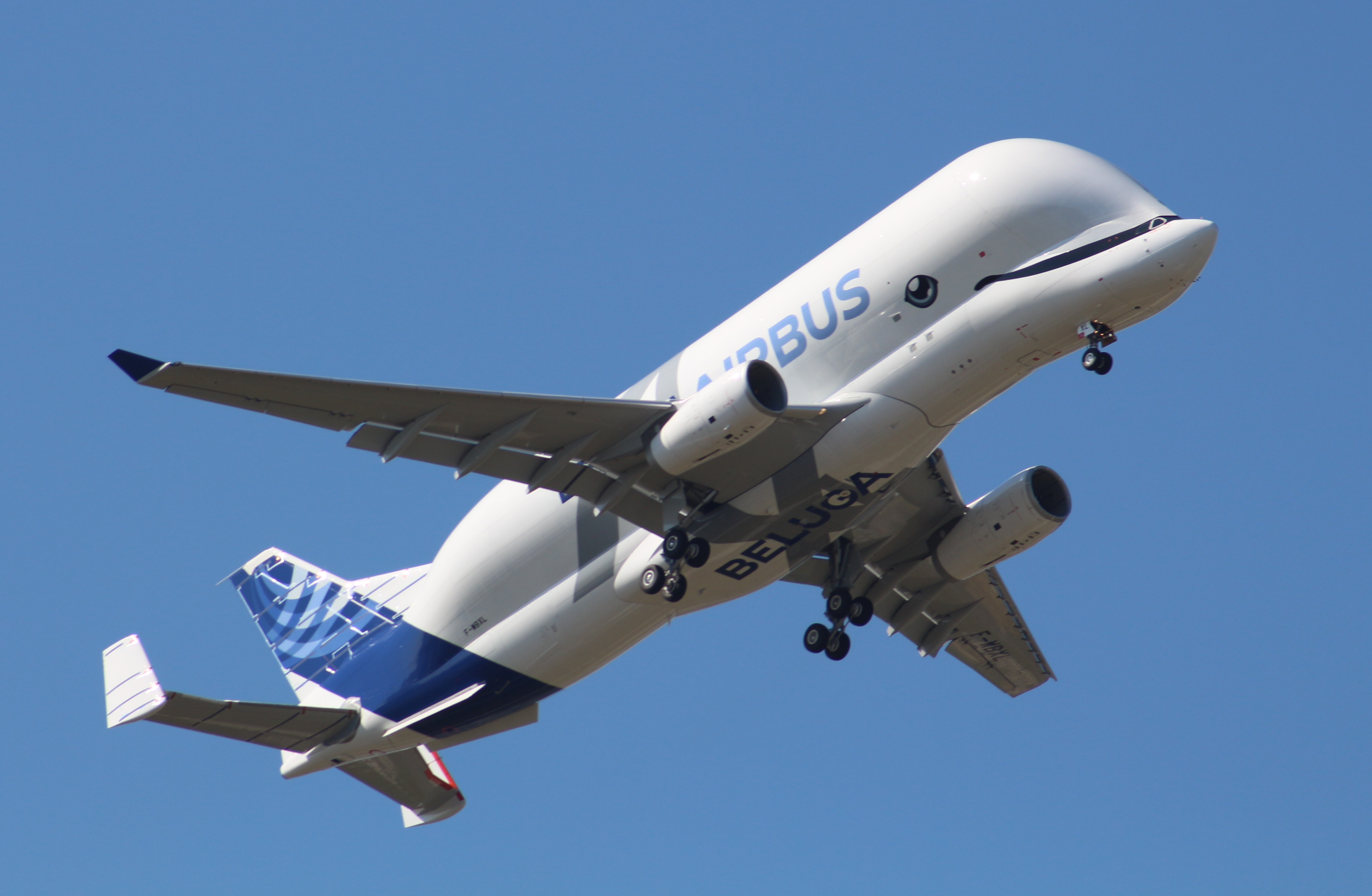
A330-743L «BelugaXL» durant el seu primer vol

Airbus començà a dissenyar un avió que substituís el Beluga el novembre del 2014. El BelugaXL es basa en l'Airbus A330 i té un 30% més d'espai que el seu predecessor. Igual que el seu predecessor, el BelugaXL té una extensió a la part posterior del fuselatge, però pot transportar dues ales d'A350 en comptes d'una. El nou avió sortí de la cadena de muntatge el 4 de gener del 2018 i emprengué el seu primer vol el 19 de juliol del 2018. Començà a transportar peces d'una fàbrica d'Airbus a una altra el gener del 2020.

#### ACJ330neo
L'ACJ330neo és una versió d'avió de negocis de l'A330neo que pot transportar 25 passatgers a una distància de 19.260 km (10.400 mn), suficient per anar d'Europa a Austràlia sense fer escales.

### Variants militars

#### Airbus A330 MRTT

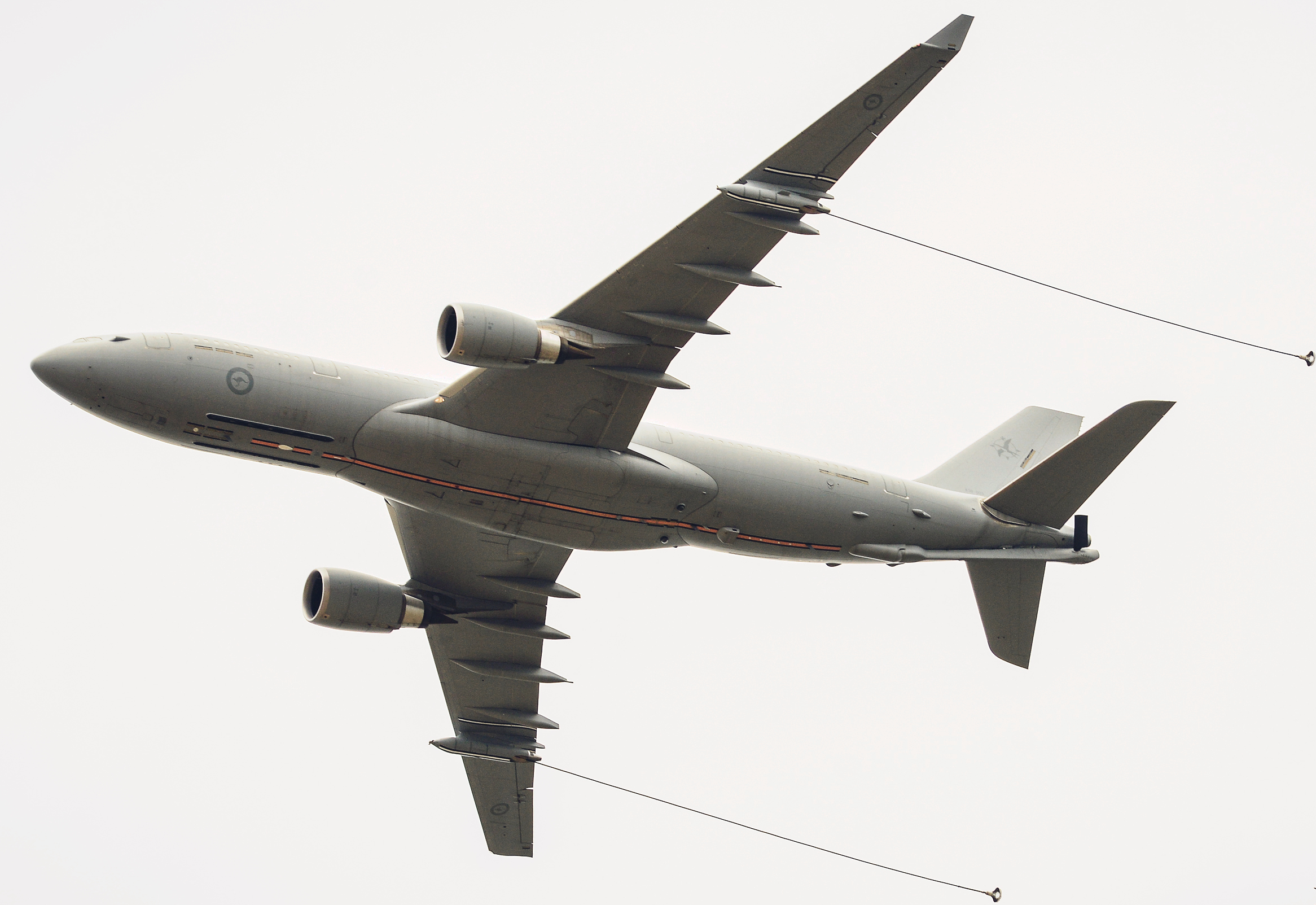
Airbus A330 MRTT/KC-30 de la Reial Força Aèria Australiana (RAAF) amb les mànegues desplegades

L'Airbus A330 MRTT és una versió de l'A330-200 desenvolupada per a l'abastament en vol i el transport estratègic. A desembre del 2018 se n'havien encarregat 60 unitats i se n'havien lliurat 46. Els seus operadors inclouen Alemanya, l'Aràbia Saudita, Austràlia, Bèlgica, Corea del Sud, els Emirats Àrabs Units, França, Noruega, els Països Baixos, el Regne Unit i Singapur.

#### EADS/Northrop Grumman KC-45
L'EADS/Northrop Grumman KC-45 fou una variant de l'A330 MRTT proposada per al programa d'abastament en vol KC-X de les Forces Aèries dels Estats Units (USAF). El febrer del 2008, la USAF l'escollí per substituir el Boeing KC-135 Stratotanker al final d'un procés marcat per la polèmica, la corrupció i acusacions de favoritisme. El juliol del 2010, EADS presentà una oferta d'avió d'abastament a les USAF sense la participació de Northrop Grumman. Tanmateix, el 24 de febrer del 2011, les USAF es decantaren per la proposta del Boeing KC-767, posteriorment anomenada KC-46, pel seu preu més baix.

### Variants no desenvolupades

#### A330-400/600
El 1996, Airbus avaluà una versió allargada amb 12 quadernes més que permetria transportar 380 passatgers a una distància de gairebé 7.000 km (3.800 mn), l'A330-400, i una versió «superallargada» que reprengués l'allargament de 22 quadernes de l'A340-600 i estigués propulsada per motors de 400 kN, l'A330-600.
El febrer del 2000, Airbus pretenia llançar l'A330-100, un substitut de l'A330 i l'A310 equipat amb 250 seients, a finals d'any i dur a terme els primers lliuraments el 2003. Tot i ser més curt, aquest avió hauria conservat els mateixos sistemes de control per senyals elèctrics, però amb l'ala de l'A300-600 amb superfícies de control segellades i aletes de punta alar, així com un mínim de dues opcions de motor noves entre el GE CF6-80, el PW4000 i el Trent 500, ja utilitzat en l'A340-500/600, que oferien un consum específic de combustible un 5% inferior al de l'A300-600. Les seves ales de 44,8 mm li haurien permès assolir un MTOW de 173 t i un abast de 7.770 km (4.200 mn). Al maig, el disseny de 210-260 seients havia evolucionat cap a la mateixa envergadura de 60,3 m i els mateixos motors que l'A330, amb un MTOW de 195 t i un abast de 8.300 km (4.500 mn). Entre els clients interessats hi havia Singapore Airlines, Lufthansa i Hapag-Lloyd.
L'A330-500 fou anunciat al juliol a la Fira Aeronàutica de Farnborough, amb el primer vol previst per a principis del 2003 i l'entrada en servei per a principis del 2004. ILFC estava disposat a adquirir-ne 10 unitats i CIT també manifestà el seu interès per l'avió. La versió allargada amb vuit quadernes més hauria pogut transportar 222 passatgers en una configuració de tres classes o 266 en una configuració de dues. El seu abast inicial de 13.000 km (7.000 mn) hauria estat seguit per una versió de potència restringida amb un abast de 8.000 km (4.300 mn).
La reacció del mercat fou tèbia i aerolínies com ara Lufthansa, Hapag-Lloyd i Singapore Airlines reaccionaren a l'A330-500 amb escepticisme perquè preferien un disseny més refinat i d'abast més curt. La manca d'entusiasme de les aerolínies feu que els arrendadors també perdessin interès i, quan ILFC encarregà 30 unitats d'A330-500, exigí el dret de convertir la comanda a A330-200/300.

#### A330-200Lite
Per competir amb el Boeing 7E7 de Boeing (posteriorment denominat 787), el 2004 Airbus en proposà un derivat amb molt pocs canvis anomenat A330-200Lite. Tal com indicava el seu nom (que significa 'lleuger' en anglès), aquesta variant hauria tingut un pes màxim a l'enlairament de tan sols 202 t i motors de potència restringida per a un abast de 7.400 km (4.000 mn). El principal objectiu era Singapore Airlines, que havia provat de substituir els seus Airbus A310-300. Aquesta variant també hauria anat encaminada a prendre el lloc d'Airbus A300-600R i els primers models de Boeing 767. Tanmateix, aquest compromís no aconseguí satisfer les aerolínies, de manera que el fabricant es veié abocat a desenvolupar un avió completament nou, l'A350 XWB.

## Operadors
A març del 2024, la flota global d'A330 havia acumulat més de 65 milions d'hores de vol, amb una fiabilitat del 99,5%. La distància mitjana dels vols és de 3.700 km (2.000 mn), mentre que els trajectes més llargs són el vol d'11.000 km (6.000 mn) entre Buenos Aires i Roma d'Aerolíneas Argentinas, en el cas de l'A330-200, i els vols de 9.300 km (5.000 mn) entre París i l'Illa de la Reunió de Corsair, en el cas de l'A330-300. Entre les aerolínies que tenen com a mínim 5 Airbus A330, 17 han encarregat A350-900, 11 han encarregat B787-8/9, 13 han encarregat els dos models, 3 han encarregat A330neo, 2 han encarregat A330neo i A350 i 14 encara no han decidit per quin model substituir-los.
A maig del 2025 hi havia 1.464 unitats de les diverses variants d'A330 en servei amb 149 aerolínies, consistents en 546 A330-200, 38 A330-200F, 720 A300-300, 7 A300-800 i 153 A330-900. Els seus principals operadors són Delta Air Lines (78), Turkish Airlines (60), China Eastern Airlines (56), Air China (44) i Cathay Pacific (43). La 1.500a unitat, un A330-900 (A330neo), fou lliurada a Delta Air Lines el 21 de setembre del 2020. El juny del 2023, l'A330 esdevingué el segon avió de fuselatge ample més venut, després del Boeing 777.

### Comandes i lliuraments
|                | Comandes | Comandes | Lliuraments | Lliuraments | Lliuraments | Lliuraments | Lliuraments | Lliuraments | Lliuraments | Lliuraments | Lliuraments | Lliuraments | Lliuraments | Lliuraments | Lliuraments | Lliuraments | Lliuraments | Lliuraments | Lliuraments |
| Tipus          | Total    | Pendents | Total       | 2025        | 2024        | 2023        | 2022        | 2021        | 2020        | 2019        | 2018        | 2017        | 2016        | 2015        | 2014        | 2013        | 2012        | 2011        | 2010        |
| -------------- | -------- | -------- | ----------- | ----------- | ----------- | ----------- | ----------- | ----------- | ----------- | ----------- | ----------- | ----------- | ----------- | ----------- | ----------- | ----------- | ----------- | ----------- | ----------- |
| A330-200       | 665      | 6        | 659         | 1           | 2           | 3           | 5           | 3           | 5           | 7           | 14          | 16          | 21          | 30          | 28          | 43          | 37          | 40          | 32          |
| A330-200F      | 38       | 0        | 38          | –           | –           | –           | –           | –           | –           | –           | –           | 2           | 3           | 3           | 5           | 8           | 8           | 4           | 5           |
| A330-300       | 776      | 0        | 776         | –           | –           | –           | 4           | 1           | 1           | 5           | 32          | 49          | 42          | 70          | 75          | 57          | 56          | 43          | 50          |
| -- A330ceo --  | 1.479    | 6        | 1.473       | 1           | 2           | 3           | 9           | 4           | 6           | 12          | 46          | 67          | 66          | 103         | 108         | 108         | 101         | 87          | 87          |
| A330-800       | 12       | 5        | 7           | –           | –           | –           | 3           | 1           | 3           | –           | –           | –           | –           | –           | –           | –           | –           | –           | –           |
| A330-900       | 437      | 280      | 157         | 13          | 32          | 29          | 20          | 11          | 10          | 41          | 3           | –           | –           | –           | –           | –           | –           | –           | –           |
| -- A330neo --  | 449      | 285      | 164         | 13          | 32          | 29          | 23          | 12          | 13          | 41          | 3           | –           | –           | –           | –           | –           | –           | –           | –           |
| (Família A330) | (1.928)  | (291)    | (1.637)     | (14)        | (34)        | (32)        | (32)        | (16)        | (19)        | (53)        | (49)        | (67)        | (66)        | (103)       | (108)       | (108)       | (101)       | (87)        | (87)        |

|                | Lliuraments | Lliuraments | Lliuraments | Lliuraments | Lliuraments | Lliuraments | Lliuraments | Lliuraments | Lliuraments | Lliuraments | Lliuraments | Lliuraments | Lliuraments | Lliuraments | Lliuraments | Lliuraments | Lliuraments |
|                | 2009        | 2008        | 2007        | 2006        | 2005        | 2004        | 2003        | 2002        | 2001        | 2000        | 1999        | 1998        | 1997        | 1996        | 1995        | 1994        | 1993        |
| -------------- | ----------- | ----------- | ----------- | ----------- | ----------- | ----------- | ----------- | ----------- | ----------- | ----------- | ----------- | ----------- | ----------- | ----------- | ----------- | ----------- | ----------- |
| A330-200       | 38          | 49          | 42          | 39          | 29          | 25          | 19          | 36          | 16          | 27          | 40          | 12          | –           | –           | –           | –           | –           |
| A330-200F      | –           | –           | –           | –           | –           | –           | –           | –           | –           | –           | –           | –           | –           | –           | –           | –           | –           |
| A330-300       | 38          | 23          | 26          | 23          | 27          | 22          | 12          | 6           | 19          | 16          | 4           | 11          | 14          | 10          | 30          | 9           | 1           |
| -- A330ceo --  | 76          | 72          | 68          | 62          | 56          | 47          | 31          | 42          | 35          | 43          | 44          | 23          | 14          | 10          | 30          | 9           | 1           |
| -- A330neo --  | –           | –           | –           | –           | –           | –           | –           | –           | –           | –           | –           | –           | –           | –           | –           | –           | –           |
| (Família A330) | (76)        | (72)        | (68)        | (62)        | (56)        | (47)        | (31)        | (42)        | (35)        | (43)        | (44)        | (23)        | (14)        | (10)        | (30)        | (9)         | (1)         |

A 31 de juliol del 2025

## Incidents i accidents
A juny del 2024, l'Airbus A330 havia estat implicat en 46 incidents i accidents aeris, incloent-hi 14 accidents amb pèrdua del buc i dos segrestos, amb un total de 339 morts.
El primer accident mortal del model es produí el 30 de juny del 1994, quan un A330-300 d'Airbus que simulava una fallada de motor durant l'enlairament en el marc d'un vol de prova s'estavellà prop de Tolosa, amb la mort de les set persones que es trobaven a bord de l'avió. Com a resultat de l'accident, Airbus aconsellà als operadors de l'A330 que desconectessin el pilot automàtic i limitessin el capcineig en cas de fallada d'un motor a baixa velocitat.
El 15 de març del 2000, un A330-300 de Malaysia Airlines patí danys estructurals a causa d'una fuita de clorur d'oxalil, una substància química corrosiva que no s'havia marcat correctament abans de carregar-la-hi. L'avió fou declarat sinistre total.

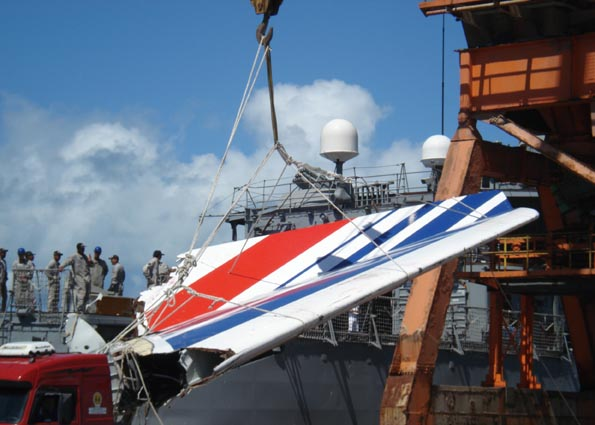
Estabilitzador vertical recuperat del vol 447 d'Air France

El segon accident mortal del model, el primer en servei comercial i també el que tingué més víctimes, es produí l'1 de juny del 2009, quan l'A330-200 que operava el vol 447 d'Air France entre Rio de Janeiro i París amb 228 persones a bord, s'estavellà a l'oceà Atlàntic, a uns 640-800 km (350-430 mn) al nord-est de l'arxipèlag de Fernando de Noronha, sense supervivents. La investigació se centrà des de bon principi en la possibilitat que haguessin fallat els tubs de Pitot perquè l'avió implicat en l'accident estava equipat amb tubs del model Thales –AA que se sabia que podien indicar una velocitat aerodinàmica incorrecta en condicions de gelada. El juliol del 2009, Airbus aconsellà als operadors de l'A330 i l'A340 que canviessin els tubs de Pitot de Thales amb sistemes equivalents fabricats per Goodrich. Finalment, els investigadors arribaren a la conclusió que la reacció deficient dels pilots a la pèrdua de dades de velocitat aerodinàmica (com a resultat de la fallada dels tubs de Pitot) i la posterior desconnexió del pilot automàtic havia provocat que el vol 447 entrés en pèrdua.
El 2008, Air Caraïbes informà que s'havien produït dos incidents en els quals tubs de Pitot dels seus A330 havien deixat de funcionar correctament en condicions de gelada.
El 12 de maig del 2010, un A330-200 que operava el vol 771 d'Afriqiyah Airways amb origen a Johannesburg (Sud-àfrica) s'estavellà durant l'aproximació a l'Aeroport Internacional de Trípoli (Líbia). L'únic supervivent d'entre les 104 persones que viatjaven a bord de l'avió fou un nen neerlandès de 9 anys. L'accident fou atribuït a un error de pilotatge.
Els dos segrestos d'A330 han deixat un sol mort, el mateix segrestador del vol 812 de Philipine Airlines, que saltà de l'avió el 25 de maig del 2000. El segrest del vol 689 de Sabena el 13 d'octubre del 2000 s'acabà sense víctimes quan la policia espanyola prengué el control de l'avió. El 24 de juliol del 2001, dos A330 buits de SriLankan Airlines foren destruïts en un atac dels Tigres d'Alliberament de Tamil Eelam contra l'Aeroport Internacional Bandaranaike (Sri Lanka). El 25 de desembre del 2009, els altres passatgers i la tripulació aconseguiren reduir un home que provava de fer detonar els explosius que portava a la roba interior en un A330-300 que operava el vol 253 de Northwest Airlines.
Dos incidents amb A330 relacionats amb fallades de sistemes en ple vol s'acabaren resolent sense cap víctima mortal. El 24 d'agost del 2001, l'A330-200 que operava el vol 236 d'Air Transat patí una fuita de combustible sobre l'oceà Atlàntic a causa de la mala instal·lació d'un component hidràulic i es veié obligat a planar durant més de 15 minuts per dur a terme un aterratge d'emergència a les Açores. El 7 d'octubre del 2008, l'A330-300 que operava el vol 72 de Qantas inicià un descens ràpid com a resultat de dues maniobres no ordenades pels pilots mentre volava a uns 150 km (81 mn) de la base aèria Learmonth, al nord-oest d'Austràlia. La tripulació declarà una emergència i feu aterrar l'avió a Learmonth sense més problemes. Posteriorment es descobrí que l'incident, que havia deixat 106 ferits (incloent-n'hi 14 de greus), s'havia produït per un error de disseny de la unitat de referència inercial de dades anemobaromètriques (ADIRU) de l'avió i les limitacions del programari del seu ordinador de vol.
El 13 d'abril del 2010, el vol 780 de Cathay Pacific entre l'Aeroport Internacional Juanda i l'Aeroport Internacional de Hong Kong aterrà sense problemes després que els dos motors fallessin per contaminació del combustible. 57 passatgers quedaren ferits. Els dos pilots foren guardonats amb el Premi Polaris de la Federació Internacional d'Associacions de Pilots de Línies Aèries pel seu heroisme i la seva habilitat.
El 15 de juliol del 2014, un A330 de Libyan Airlines patí danys significatius en un enfrontament bèl·lic a Líbia, incloent-hi forats de bala al fuselatge. El 20 de juliol del 2014, una granada propulsada per coet impactà contra dos A330 d'Afriqiyah Airways aparcats a l'Aeroport Internacional de Trípoli, un dels quals fou calcinat per les flames de l'incendi resultant.
El 15 d'abril del 2023, un A330 de Saudia fou destruït al Sudan durant les hostilitats del conflicte sudanès d'aquell any.

### Aturades de motors en ple vol
Hi ha hagut diverses aturades de motor en ple vol en avions A330-300 equipats amb motors Trent 700. L'11 de novembre del 1996, una fallada de motor obligà un vol de Cathay Pacific a tornar a Ho Chi Minh. El 17 d'abril del 1997, un A330 de Dragonair (filial de Cathay Pacífic) patí una aturada de motor després que un filtre d'oli s'embussés amb carboni. Aquests esdeveniments portaren Cathay Pacific a suspendre voluntàriament la seva autorització ETOPS. El 6 de maig es produí una altra fallada de motor durant la fase d'ascens d'un A330 de Cathay Pacific, aquesta vegada a causa de la fallada del coixinet d'una caixa de canvis fabricada per Hispano-Suiza. Tres dies més tard, un A330 de Cathay Pacific en l'ascens inicial d'un vol de Bangkok a Hong Kong patí una pèrdua de pressió de l'oli i la consegüent extinció de la combustió, circumstància que l'obligà a tornar a Bangkok. El problema fou atribuït a la contaminació per metall del xip mestre del motor. Una cinquena fallada de motor el 23 de maig feu que Cathay Pacific i Dragonair suspenguessin voluntàriament els seus vols amb A330 durant dues setmanes. Aquesta situació tingué un efecte negatiu important, car els onze A330 de Cathay representaven un 15% de la seva capacitat de transport de passatgers. Rolls-Royce i Hispano-Suiza desenvoluparen un sistema de lubricació redissenyat per resoldre el problema.
Altres motors també s'han vist implicats en incidents: el 14 de juliol del 2015, s'aturà en ple vol un PW4000 d'Asiana, el 15 de gener del 2017, s'aturà en ple vol un CF6 d'Air Europa, el 28 de desembre del 2017, s'aturà en ple vol un CF6 d'Aer Lingus, el 18 de gener del 2018, s'aturà en ple vol un PW4000 de Malaysia Airlines, el 13 de febrer del 2018, s'incendià un PW4000 de Delta Air Lines, el 29 de maig del 2018, un PW4000 de Delta Air Lines patí vibracions, l'1 de juny del 2018, s'aturà en ple vol un CF6 de Qantas, l'1 d'octubre del 2018, un CF6 de China Airlines tingué problemes tècnics i el 5 de novembre del 2018, s'aturà en ple vol un PW4000 de Brussels Airlines.

## Especificacions
|                          | A330-200                                                                                                   | A330-200F                                                                                                  | A330-300                                                                                                   |
| ------------------------ | --- | --- | --- |
| Nombre de pilots         | Dos | Dos | Dos |
| Capacitat                | 246 (36J amb 60″ + 210Y amb 32″)                                                                           | 70.000 kg                                                                                                  | 300 (36J amb 60″ + 264Y amb 32″)                                                                           |
| Nombre màxim de seients  | 406 | | 440 |
| Llargada                 | 58,82 m | 58,82 m | 63,66 m |
| Envergadura              | Ales: 60,3 m / Tren d'aterratge principal: 12,61 m                                                         | Ales: 60,3 m / Tren d'aterratge principal: 12,61 m                                                         | Ales: 60,3 m / Tren d'aterratge principal: 12,61 m                                                         |
| Ales                     | 361,6 m² / Angle de fletxa de la corda al 25%: 30° / Relació d'aspecte: 10,06                              | 361,6 m² / Angle de fletxa de la corda al 25%: 30° / Relació d'aspecte: 10,06                              | 361,6 m² / Angle de fletxa de la corda al 25%: 30° / Relació d'aspecte: 10,06                              |
| Alçada                   | 17,39 m | 16,90 m | 16,79 m |
| Fuselatge                | 5,64 m de diàmetre / 5,26 m d'amplada de cabina                                                            | 5,64 m de diàmetre / 5,26 m d'amplada de cabina                                                            | 5,64 m de diàmetre / 5,26 m d'amplada de cabina                                                            |
| Amplada dels seients     | 0,46 m amb fileres de 8 seients en classe econòmica / 0,53 m amb fileres de 6 seients en classe de negocis | 0,46 m amb fileres de 8 seients en classe econòmica / 0,53 m amb fileres de 6 seients en classe de negocis | 0,46 m amb fileres de 8 seients en classe econòmica / 0,53 m amb fileres de 6 seients en classe de negocis |
| Volum de càrrega         | 132,4 m³                                                                                                   | 469,2 m³                                                                                                   | 158,4 m³                                                                                                   |
| MTOW                     | 242.000 kg                                                                                                 | - | 242.000 kg                                                                                                 |
| OEW                      | 120.600 kg                                                                                                 | 109.400 kg                                                                                                 | 129.400 kg                                                                                                 |
| Càrrega màxima           | 49.400 kg                                                                                                  | 68.600 kg                                                                                                  | 45.600 kg                                                                                                  |
| Capacitat de combustible | 139.090 L - 109.185 kg                                                                                     | 139.090 L - 109.185 kg                                                                                     | 139.090 L - 109.185 kg                                                                                     |
| Motors (× 2)             | GE CF6 (excepte l'A330-200F) / PW4000 / Trent 700                                                          | GE CF6 (excepte l'A330-200F) / PW4000 / Trent 700                                                          | GE CF6 (excepte l'A330-200F) / PW4000 / Trent 700                                                          |
| Empenyiment (× 2)        | 287-316 kN                                                                                                 | 287-316 kN                                                                                                 | 287-316 kN                                                                                                 |
| Creuer                   | Mach 0,82 (470 nusos o 871 km/h) / Sostre: 41.100 peus (12.500 m)                                          | Mach 0,82 (470 nusos o 871 km/h) / Sostre: 41.100 peus (12.500 m)                                          | Mach 0,82 (470 nusos o 871 km/h) / Sostre: 41.100 peus (12.500 m)                                          |
| Abast                    | 13.450 km (7.250 mn)                                                                                       | 7.400 km (4.000 mn)                                                                                        | 11.750 km (6.350 mn)                                                                                       |
| Pista                    | Enlairament: 2.770 m / Aterratge: 1.730 m                                                                  | Enlairament: 2.770 m / Aterratge: 1.730 m                                                                  | Enlairament: 2.770 m / Aterratge: 1.730 m                                                                  |

### Designacions de model d'aeronau

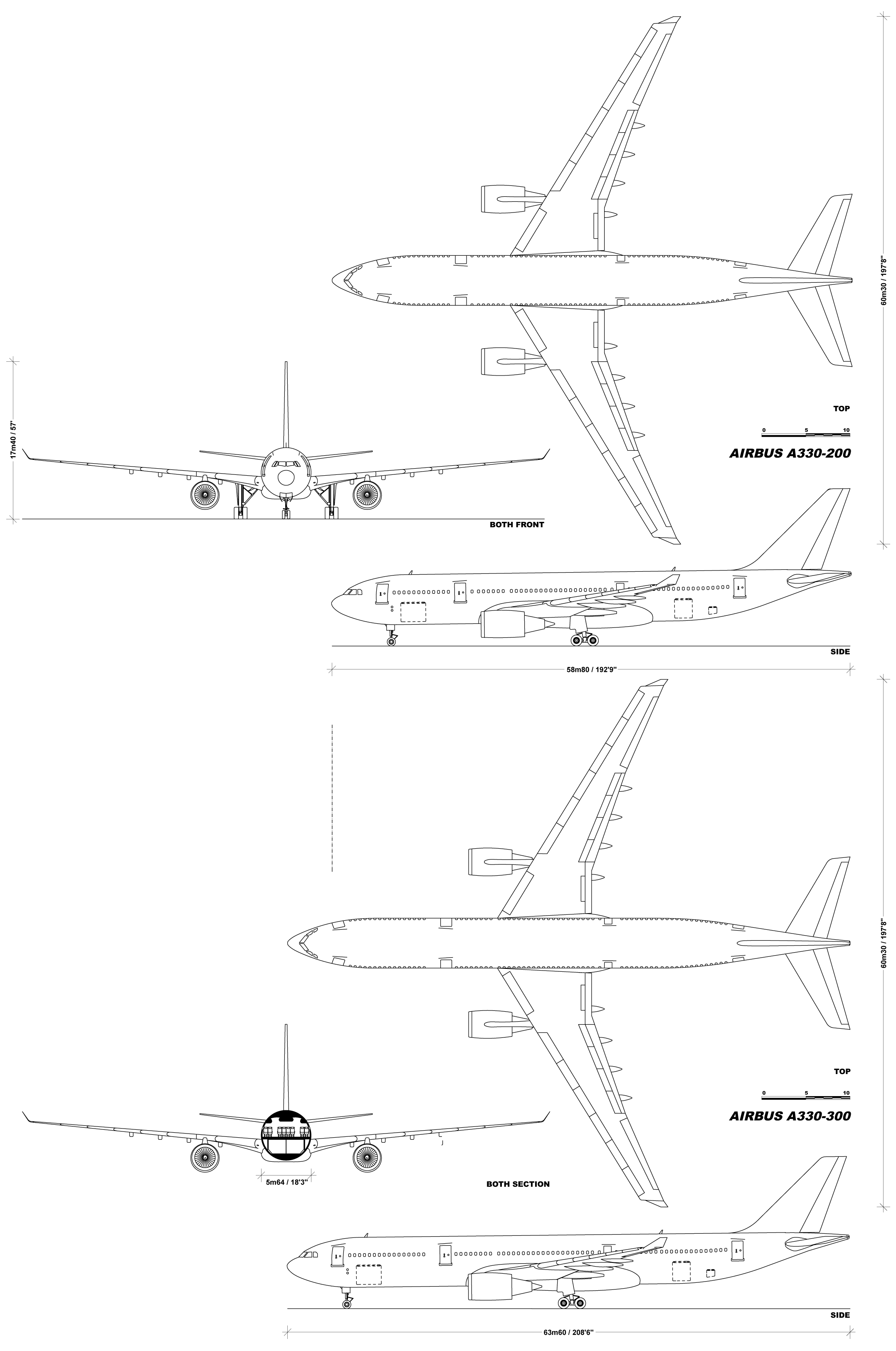
Diagrama de la família A330

| Model     | Data de certificació    | Motors                              |
| --------- | ----------------------- | ----------------------------------- |
| A330-201  | 31 d'octubre del 2002   | General Electric CF6-80E1A2         |
| A330-202  | 31 de març del 1998     | General Electric CF6-80E1A4         |
| A330-203  | 20 de novembre del 2001 | General Electric CF6-80E1A3         |
| A330-223  | 13 de juliol del 1998   | Pratt & Whitney PW4168A/4170        |
| A330-223F | 9 d'abril del 2010      | Pratt & Whitney PW4170 (càrrega)    |
| A330-243  | 11 de gener del 1999    | Rolls-Royce Trent 772B/C-60         |
| A330-243F | 9 d'abril del 2010      | Rolls-Royce Trent 772B-60 (càrrega) |
| A330-301  | 21 d'octubre del 1993   | General Electric CF6-80E1A2         |
| A330-202  | 17 de maig del 2004     | General Electric CF6-80E1A4         |
| A330-303  | 17 de maig del 2004     | General Electric CF6-80E1A3         |
| A330-321  | 2 de juny del 1994      | Pratt & Whitney PW4164              |
| A330-322  | 2 de juny del 1994      | Pratt & Whitney PW4168              |
| A330-323  | 22 d'abril del 1999     | Pratt & Whitney PW4168A/4170        |
| A330-341  | 22 de desembre del 1994 | Rolls-Royce Trent 768-60            |
| A330-342  | 22 de desembre del 1994 | Rolls-Royce Trent 772-60            |
| A330-343  | 13 de setembre del 1999 | Rolls-Royce Trent 772B/C-60         |

### Designadors de tipus d'aeronau de l'OACI
| Designació | Tipus                              |
| ---------- | ---------------------------------- |
| A332       | Airbus A330-200 i Airbus A330-200F |
| A333       | Airbus A330-300                    |
| A337       | Airbus A330-700 BelugaXL           |